# プロゴルファー猿
- 藤子不二雄（連載） > 藤子不二雄Ⓐ > プロゴルファー猿
- 藤子不二雄 > アニメ > プロゴルファー猿

『プロゴルファー猿』（プロゴルファーさる）は、藤子不二雄Ⓐによる日本のゴルフ漫画作品。同作を原作としたテレビアニメ、アニメ映画も作られた。

## 概要
少年漫画初のゴルフ漫画。賭けゴルフを生業とする野生児「猿」が様々なゴルファーとの対決を繰り広げる姿を描いている。
作者によると、連載前の当時はゴルフはまだマイナーなスポーツであった上に少年誌は野球漫画の全盛期であった事情もあり、編集部から初めて反対されたという。このため、主人公を賞金稼ぎのプロゴルファーという設定にすることで、連載に漕ぎ着けることができた。そして、連載が始まると編集部の予想に反して一回目から人気が出たという。
本作における世界には、現実世界には存在しない「影のゴルフ組織」があり、現実離れした荒唐無稽のキャラクターや技、ゴルフコースが多く登場する。その一方で現実に即したゴルフ場や、実在のゴルファーも登場し、風速、残り距離、芝目等のゴルフの基本情報もきちんと描かれている。
1974年に『週刊少年サンデー』にて読切掲載やシリーズ連載が行われた後、1974年末から1978年まで長期連載された。
その後、『少年サンデー増刊号』にて1979年から1980年まで、『別冊コロコロコミック』にて1982年から1984年まで、『月刊コロコロコミック』にて1985年から1988年まで連載された（1988年4月号から『新プロゴルファー猿』に改題）。
1982年にテレビアニメの2時間スペシャルが、1985年から1988年にテレビアニメシリーズが放送された。1986年と1987年にはアニメ映画が公開された。
1998年末から2005年には、大人になった猿を描いた続編『サル』が『ビッグコミック』『ビッグコミック増刊号』で連載された。

## 週刊少年サンデー版
雑誌掲載時には多くの回に見開きの扉絵、実在のプロゴルファーの逸話紹介が存在したが、その大部分は単行本への収録時に割愛された。

### 読切
1974年に読切が4本掲載された。
- 話 - 単行本収録時に「○話」と記載された数字。
- エピソード名 - 基本的に藤子不二雄Ⓐデジタルセレクション（以下DSと略。藤子Ⓐ死去時のもの）を記載。エピソード名が割愛されている場合のみ、雑誌掲載時のエピソード名等を記載。
- DS巻 - DSでの収録巻。

| 話 | エピソード名                                       | 号         | DS巻 | 概要                                               |
| -- | -------------------------------------------------- | ---------- | ---- | -------------------------------------------------- |
| 1  | 華麗なる世界の一匹猿                               | 13         | 1    | おっちゃんとの出会い、剣崎との試合                 |
| 2  | 恐怖!!地獄ゴルフ道場                               | 17         | 1    | 猿の自作のゴルフコースに剣崎を招待し、ゴルフで対戦 |
| 3  | 魔の曲打ちゴルフ殺法                               | 22・23合併 | 1    | コング拳とのドライビング競争。変則クラブを使用     |
| 5  | ドライバーは見世物（ショー）!パットは金（マネー）! | 27         | 2    | 闇兵衛とのパット対戦                               |

### 短期連載
1974年に2度の短期連載が行われた。
| 話 | エピソード名                         | 号     | DS巻 |
| -- | ------------------------------------ | ------ | ---- |
| 4  | 不落の渡り鳥（ツアー）プロ!!黄金仮面 | 30〜32 | 1    |
| 6  | "グリーンの妖精"美少女ゴルファー     | 39〜43 | 2    |

不落の渡り鳥（ツアー）プロ!!黄金仮面
ミスターXに黄金仮面との試合を申し込まれる。雑誌連載時とサンデーコミックス版には各回に下記の小エピソード名が付けられていたが、藤子不二雄ランド（以下FFランド）への収録時には割愛された。
- 第一部・挑戦
- 第二部・敗北
- 第三部・復活

"グリーンの妖精"美少女ゴルファー
猿の前に現れた謎の美少女ゴルファーは、実はミスターXの刺客だった。単行本では下記のエピソード名が付けられているが、連載時の号の区切りとは必ずしも一致しない（以下同。なお、単行本では数字の前に「No.」と記載されているが以下では省略）。
1. やってきた美少女
2. 紅蜂（レッドビー）の針
3. 山狩り
4. にがい勝利

### 長期連載
1974年末から1978年まで長期連載された。
| 話 | 編名         | 初出年 | (年)号             | DS巻   | 概要                                                                                      |
| -- | ------------ | ------ | ------------------ | ------ | ----------------------------------------------------------------------------------------- |
| 7  | 恐竜ドラゴン | 1974   | (1975)3・4合併〜31 | 2〜5   | 香港の竜との死闘                                                                          |
| 8  | 風雲編       | 1975   | 35〜(1976)37       | 5〜10  | アマチュアゴルフ選手権                                                                    |
| 9  | 星雲編       | 1976   | 43〜(1977)19       | 11〜13 | 死神との勝負 〜東京タワーでの記録挑戦 〜ベン・ニコルスとの勝負 〜富士城カントリーでの勝負 |
| 10 | 怒濤編       | 1977   | 23〜(1978)7        | 13〜17 | ゴルフ特訓道場                                                                            |
| 11 | 閃光編       | 1978   | 11〜45             | 17〜20 | プロテスト                                                                                |

#### 恐竜ドラゴン
ミスターXが呼び寄せた香港の竜と死闘を繰り広げる。雑誌掲載時は「野望編」、少年サンデーコミックス収録時は「恐竜編」という名称だったが、FFランド収録時に「恐竜ドラゴン」に改題された。
DS2巻（No.1〜）、3巻（No.5〜）、4巻（No.15〜）、5巻（No.22、23）に収録。
1. 功夫（クン・フー）ゴルファー
2. スノー・ゲーム
3. 竜 対 若獅子（ドラゴン V.S. ヤング・ライオン）
4. 重傷
5. 爆発（エクスプローション）
6. 誇り（プライド）
7. 金!!金!!金!!（マネー!!マネー!!マネー!!）
8. 蜂と竜と猿（ビー V.S. ドラゴン V.S. モンキー）
9. 猿の薬（モンキーズ・グラス）
10. 決戦前夜（ザ・ナイト・ビフォー）
11. 開始（スタート）
12. 煙球（スモーク・ボール）
13. 竜の首（ドラゴンズ・ネック）
14. のどぼとけ（アダムズ・アップル）
15. 1（ワン）パット
16. 爪の間（ビトウィーン・ザ・クロー）
17. 追い風（フォロー・ウィンド）
18. 挑戦（チャレンジ）
19. 噴煙の中（イン・ザ・スモーク）
20. 障害（オブスタクルズ）
21. 向い風（アゲインスト・ウインド）
22. 強運（グッド・フォーチュン）
23. 最終（ラスト）ホール

#### 風雲編
アマチュアゴルフ選手権での優勝をかけて悪条件の下、ライバルたちと激闘を繰り広げる。
DS5巻（No.1〜）、6巻（No.6〜）、7巻（No.15〜）、8巻（No.22〜）、9巻（No.30〜）、10巻（No.39〜）に収録。
1. 目標（ターゲット）
2. 狼（ウルフ）
3. 右翼打ち（ライト・ヒッティング）
4. アプローチ
5. 十万円（ア・ハンドレッド・サウザンド・エン）
6. わな（トラップ）
7. 死神（ザ・ゴッド・オブ・デス）
8. 挑戦者（チャレンジャー）
9. 猛練習（ハード・トレーニング）
10. 予選（プレリミナリイ）
11. 電話（テレホン）ボックス・スイング
12. ホール・イン・ワン
13. 棄権（ギブ・アップ）
14. 小鳥（バーディ）
15. 最終（ホーム）ホール
16. 第1位（トップ）
17. 針の穴（ピン・ホール）
18. 教習（レッスン）
19. パット病（シック）
20. 四強（ビッグ・フォー）
21. 砂爆弾（サンド・ボム）
22. バーディ攻撃（アタック）
23. 作戦（タクティクス）
24. 超能力（エスパー）
25. 快進撃（ナイス・アタック）
26. 賭け（ギャンブル）
27. 一本松の影（シャドウ・オブ・ア・パインツリー）
28. 危機一髪（クリティカル・モウメント）
29. 正宗探し（サーチ・フォア・マサムネ）
30. 直撃（ディレクト・ヒット）
31. 明暗（ライト・アンド・ダークネス）
32. 正宗帰る（リターン・オブ・マサムネ）
33. 水の障害（ザ・ウォーター・ハザード）[注 8]
34. 大歓声（ザ・ビッグ・ハラーズ）
35. 後半（イン）
36. 落とし穴（ピットフォール）
37. 自爆（ブローアップ）
38. 雨の中の死闘
（ザ・フィアレス・ファイト・イン・ザ・レイン）
39. 芝穴（ディボット）
40. クッション・ボール
41. ふたつの道（ツー・ウェイ）
42. 石の弾丸（ア・ストーン・ブレット）
43. 18番（ラスト）ホール
44. 大歓声（ザ・ビッグ・ハラーズ）
45. 栄光（グローリー）

#### 星雲編
プロになって大金を稼ぐことを目標に、死神との勝負、東京タワーからの新記録への挑戦、ベン・ニコルスとの勝負、富士城カントリーでのマッチプレー勝負を行う。
DS11巻（No.1〜）、12巻（No.9〜）、13巻（No.18〜）に収録。
（死神）
1. 死球（デッド・ボール）
2. 白昼の決闘（デュエル・イン・ザ・サン）
3. キャリー・ボール
4. 岩のカタパルト
5. 死神の死

（東京タワー）
1. スペシャル番組
2. ドライビング競争
3. 東京タワー
4. 新記録への挑戦
5. 窓の少女

（ベン・ニコルス）
1. ベン・ニコルス[注 9]
2. ニア・ピン競争
3. 握手
4. ホテル
5. 再会

（富士城カントリー）
1. 富士城カントリー
2. マッチ・プレー
3. 左利き（サウスポー）
4. スイッチ・ヒッター
5. パター・ショット
6. 最短距離
7. 急降下ボール
8. 旗竿（ピン）
9. 怪物（モンスター）
10. ドーミー・ホール

#### 怒濤編
ジェロニモとの勝負を経験した猿は、プロテストの受験資格を得るため、柳生球斉の紹介でゴルフ特訓道場に入り修業に励む。
DS13巻（No.1）、14巻（No.2〜）、15巻（No.8〜）、16巻（No.17〜）、17巻（No.25〜）に収録。
1. マスターズの夢
2. ハスラー
3. プロテストへの道
4. 早朝特訓
5. 球斉名人
6. 灰皿打ち
7. ゴルフ道場
8. 新入生
9. 死打室
10. 人形（ダミー）モンスター[注 10]
11. グリーンの女王
12. 月下の特訓[注 11]
13. 独走
14. テスト
15. 球拾い
16. ヒッカケ病
17. 一回生対二回生
18. 一点狙い
19. チームワーク
20. 魔の四階段
21. 必殺モズ落とし
22. 最終テスト
23. 異常な闘志
24. デビル（悪魔）コース
25. 砂の谷
26. 戦略（ストラテジー）
27. 牙の奥
28. 悔いなき勝負
29. 敗者の微笑（ほほえみ）

#### 閃光編
猿は急成長した大丸をスパーリング・パートナーにしてプロテストに備えた特訓を開始。剣崎、神楽らとの勝負を経て、いよいよプロテストに挑む。
DS17巻（No.1〜）、18巻（No.6〜）、19巻（No.14〜）、20巻（No.24〜）に収録。
1. 帰郷
2. 底板やぶり
3. スパーリング・パートナー
4. ニクラウスもどき
5. ダウン・ヒル
6. よみがえるショット
7. ゴルフに賭ける
8. アメリカン打法
9. 執念の一発
10. プロテストへの道
11. 面より点
12. ウェッジ
13. プロテストの朝
14. それぞれの第1球
15. チップ・イン
16. 秘打"あばれゴマ"
17. 恐怖のグリーン
18. 噛む
19. 目標12アンダー
20. 9番グリーンの歓声
21. アーメン・コーナー
22. 新記録
23. 食いすぎ
24. 2日目
25. 誤球
26. ゲンノショウコ
27. 雨中の死闘
28. 転落
29. 水の中
30. 最後の一球

#### 恐怖の難ホール ベスト10!!
『週刊少年サンデー』1978年11号に掲載。DS17巻に収録。今までに登場したコースをベスト10形式で紹介。全11頁。

## 少年サンデー増刊号版
『週刊少年サンデー増刊号』に掲載された作品。

### 読切（番外編）
番外編が1974年と1975年に1作ずつ掲載された。2作とも、本誌で連載中の作品とは繋がりのないギャグ色の強い作品である。
| # | エピソード名         | 年   | 号                 | DS巻 |
| - | -------------------- | ---- | ------------------ | ---- |
| 1 | モンキーゴルフ大騒動 | 1974 | 9/5〈夏休み増刊2〉 | 10   |
| 2 | 猿対キングコング     | 1975 | 9/5〈夏休み増刊2〉 | 11   |

モンキーゴルフ大騒動
1985年12月に藤子不二雄ランド版10巻に収録された際に、冒頭の4色カラーページをモノクロでリライト。4色カラー版は単行本未収録。
- 登場人物は「#モンキーゴルフ人物」を参照。

猿対キングコング
- 登場人物は「#猿対キングコング人物」を参照。

### 連載
本誌の週刊連載が1978年に終了後、その後の物語を描いた作品が1979年10/25増刊号から1980年6/25増刊号まで月1ペースで連載された。いずれも雑誌掲載時の題名は『プロゴルファー猿』だが、てんとう虫コミックス（以下、TCと略）では『新プロゴルファー猿』の題名の単行本に収録されている。
- 表示年 - 掲載誌に表示されている年（1月と表示されている号はその前年に発売）。
- ◆印 - 「フェアウェイの戦士編」として単行本に収録。
- DS巻 - DS『プロゴルファー猿』での収録巻。
- TC巻 - TC『新プロゴルファー猿』での収録巻。

| # | エピソード名               | 表示年 | 号                 | DS巻 | TC巻 |
| - | -------------------------- | ------ | ------------------ | ---- | ---- |
| 1 | 一球二百万円               | 1979   | 10/25〈秋の増刊2〉 | 20   | -    |
| 2 | ◆衝撃の400メートルショット | 1979   | 11/20〈秋の増刊3〉 | 21   | 新2  |
| 3 | ◆謎の子連れゴルファー      | 1979   | 12/25〈冬の増刊〉  | 21   | 新1  |
| 4 | ◆対決!ミス・スネーク       | 1980   | 1/25〈新年増刊〉   | 22   | 新2  |
| 5 | ◆挑戦!曲打ち打法           | 1980   | 2/20〈立春増刊〉   | 22   | 新1  |
| 6 | ◆恐怖!ノンストップグリーン | 1980   | 3/25〈春の増刊1〉  | 21   | 新1  |
| 7 | ◆激突!ウォーターショット   | 1980   | 4/25〈春の増刊2〉  | 22   | 新1  |
| 8 | ◆バレステロスに負けるな!   | 1980   | 5/20〈春の増刊3〉  | 22   | 新2  |
| 9 | ◆太陽に向かって打て!       | 1980   | 6/25〈夏の増刊1〉  | 21   | 新2  |

## 別冊コロコロコミック版
1982年第9号（9月1日号、7月31日発売）から1984年10月号（9月1日発売）まで『別冊コロコロコミック』に連載された。いずれも雑誌掲載時の題名は『プロゴルファー猿』だが、少々の例外を除き題名が『新プロゴルファー猿』の単行本に収録されている。
- # - 連載順の通し番号。
- ◆印 - 「フェアウェイの戦士編」として単行本に収録。
- DS巻 - DSでの収録巻
- TC巻 - TC『新プロゴルファー猿』での収録巻

### 隔月刊時代
| # | エピソード名                    | 表示年 | 号                                           | DS巻 | TC巻 |
| - | ------------------------------- | ------ | -------------------------------------------- | ---- | ---- |
| 1 | ◆狙撃兵は旗（ピン）を狙う       | 1982   | 9号（7/31発売）                              | 21   | 新1  |
| 2 | ◆恐怖のスーパー・ゴルフマシーン | 1982   | 10号（10/1発売）                             | 22   | 新2  |
| 3 | ◆迫り来る影の強敵!!             | 1983   | 11号（1982/12/1発売）、 12号（1983/2/1発売） | 新4  | 新3  |

### 月刊時代
『別冊コロコロコミック』の月刊化と同時に、「シャドウ・マスターズ編」の連載が開始された。
- 話 - FFランド『新プロゴルファー猿』への収録時に「○話」と記載された数字。

| 話 | 編名                   | 初出年 |
| -- | ---------------------- | ------ |
| 1  | シャドウ・マスターズ編 | 1983   |
| 2  | キングへの挑戦編       | 1984   |

#### シャドウ・マスターズ編
| No. | エピソード名                   | 表示年 | 月号 | DS巻 | TC巻 |
| --- | ------------------------------ | ------ | ---- | ---- | ---- |
| 1   | 一打必中2000$!                 | 1983   | 4    | 新1  | 新3  |
| 2   | 炎のボール!                    | 1983   | 5    | 新1  | 新3  |
| 3   | 椰子の並木を越えて打て!        | 1983   | 6    | 新1  | 新3  |
| 4   | 砂漠の恐怖 レッド・スコルピオ! | 1983   | 7    | 新1  | 新3  |
| 5   | 燃えるカタパルト打法!          | 1983   | 8    | 新1  | 新4  |
| 6   | 人面岩上の闘い!                | 1983   | 9    | 新1  | 新4  |
| 7   | 影の帝王・シーザー             | 1983   | 10   | 新1  | 新4  |
| 8   | ニクラスの巨大な影             | 1983   | 11   | 新2  | 新4  |
| 9   | 旗つつみ封じ                   | 1983   | 12   | 新2  | 新4  |
| 10  | 驚異のワープボール             | 1984   | 1    | 新2  | 新4  |
| 11  | 怒りの逆転打ち                 | 1984   | 2    | 新2  | 新5  |
| 12  | あの旗を打て!                  | 1984   | 3    | 新2  | 新5  |

#### キングへの挑戦編
- すべて1984年に発表。

| No. | エピソード名                   | 月号 | DS巻 | TC巻 |
| --- | ------------------------------ | ---- | ---- | ---- |
| 1   | 路上の一撃                     | 4    | 新3  | 新5  |
| 2   | マスターズの一打               | 5    | 新3  | 新5  |
| 3   | "旗つつみ"300メートルへの挑戦  | 6    | 新3  | 新5  |
| 4   | アルカトラズの逆転             | 7    | 新3  | 新5  |
| 5   | エンパイヤステートビルを打て!! | 8    | 新3  | 新6  |
| 6   | ビルの谷間の死闘!!             | 9    | 新3  | 新6  |
| 7   | "ガラスの門"を打ちぬけ!!       | 10   | 新4  | 新6  |

## 月刊コロコロコミック版
テレビアニメシリーズの放送開始にあわせ、『月刊コロコロコミック』に舞台を移して連載が再開された。『別冊コロコロコミック』の読者層は「小学生から中学生」だったが、『月刊コロコロコミック』の主な読者層は小学生のため、必殺技等が出る際により派手な画面作りが行われた。また、若葉、ゴエモンがレギュラーキャラクターに加わった。
「ゴルフ神選組の攻撃!編」を除き、雑誌掲載時の題名は『プロゴルファー猿』だが、『新プロゴルファー猿』の題名の単行本に収録されている。
| # | 編名                                      | 初出年 | 備考     |
| - | ----------------------------------------- | ------ | -------- |
| 1 | 影のスペシャリスト編                      | 1985   |          |
| 2 | スーパーGOLFワールドへの挑戦!!            | 1985   | 映画原作 |
| 3 | 筋肉ゴルファー"マッド・マッスル"編 第一部 | 1986   |          |
| 4 | 甲賀秘境!! 影の忍法ゴルファー参上!        | 1986   | 映画原作 |
| 5 | 筋肉ゴルファー"マッド・マッスル"編 第二部 | 1987   |          |
| 6 | 妖怪ゴルファーの挑戦!!編                  | 1987   |          |
| 7 | ゴルフ神選組の攻撃!編                     | 1988   |          |

### 影のスペシャリスト編
TCでは「影のシューター編」の題名で収録された。
- すべて1985年に発表。

| HOLE | エピソード名                  | 月号 | DS巻 | TC巻 |
| ---- | ----------------------------- | ---- | ---- | ---- |
| 1    | 3パットメン                   | 4    | 新4  | 新6  |
| 2    | ひとつのカップに3つのライン!! | 5    | 新4  | 新6  |
| 3    | 3パットメン V.S. 3兄弟        | 6    | 新4  | 新6  |
| 4    | 魔のスネークライン            | 7    | 新4  | 新6  |
| 5    | 毒蛇スネークに光る帯!!        | 8    | 新5  | 新7  |
| 6    | ストレートスネーク!!          | 9    | 新5  | 新7  |

### スーパーGOLFワールドへの挑戦!!
- 単行本収録時はエピソード名なし。
- DS「新5巻」、TC「新7巻」に収録。

| # | エピソード名               | 表示年 | 月号 |
| - | -------------------------- | ------ | ---- |
| 1 | シネラマ・ゴルフ           | 1985   | 10   |
| 2 | ジェットコースターゴルフ!! | 1985   | 11   |
| 3 | 揺れるティーグランド       | 1985   | 12   |
| 4 | 大渦巻きグリーンの決闘     | 1986   | 1    |
| 5 | 必殺!雨だれ空中旗包み!!    | 1986   | 2    |

#### あらすじ
ミスターXは、富士山麓に長年の悲願だった遊園地を模した大規模なゴルフのアトラクション施設「スーパーGOLFワールド」を完成させ、猿たちに招待状を送った。猿たちはスーパーGOLFワールドでいろんなアトラクションを楽しむが、ふとしたことで小丸が誘拐される。小丸はミスターXの人質となり、助けるためには3人の刺客（猿が過去に試合で戦った、コング拳、闇兵衛、変奇プロ）に勝利しなければならない。猿は3人に勝利したものの、今度はスーパーGOLFワールドのシステムコンピューター「タイタン」が反乱を起こし、猿に新たな試練を課してきた。

### 筋肉ゴルファー"マッド・マッスル"編 第一部
映画原作漫画の連載のため、本編の連載は7回で一時中断した。
- # - 単行本では「No.1ホール」等の表記で記載。
- すべて1986年に発表。

| # | エピソード名              | 月号 | DS巻 | TC巻 |
| - | ------------------------- | ---- | ---- | ---- |
| 1 | プロアマ大会              | 3    | 新6  | 新8  |
| 2 | ザ・ゴリラパワー          | 4    | 新6  | 新8  |
| 3 | おっちゃん大健闘!!        | 5    | 新7  | 新9  |
| 4 | 燃えるオーラ!             | 6    | 新7  | 新9  |
| 5 | 執念の左逆打ち!!          | 7    | 新7  | 新9  |
| 6 | 鉄の筋肉!マッド・マッスル | 8    | 新7  | 新9  |
| 7 | 意地をかけたモズ落とし    | 9    | 新7  | 新9  |

### 甲賀秘境!! 影の忍法ゴルファー参上!
- 単行本収録時はエピソード名なし。
- DS「新6巻」、TC「新8巻」に収録。

| # | エピソード名               | 表示年 | 月号 |
| - | -------------------------- | ------ | ---- |
| 1 | 霧の中の忍者!              | 1986   | 10   |
| 2 | カラスの罠!                | 1986   | 11   |
| 3 | "グリーンにしかけられた罠" | 1986   | 12   |
| 4 | 影王丸あらわれる!          | 1987   | 1    |
| 5 | 祈りのファイヤー・ボール!  | 1987   | 2    |

#### あらすじ
猿たちは、ミスターXから忍び谷カントリーに招待され、3人の忍者ゴルファー・カラス麻呂、福助、影王丸と試合をすることになる。洞窟内で笛を吹く少女を目撃した猿は、その美しさに心を奪われる。3人の刺客との試合を終えた後、ミスターXが用意した最後の刺客が登場する。
- 登場人物は「#影の忍法人物」を参照。

### 筋肉ゴルファー"マッド・マッスル"編 第二部
- すべて1987年に発表。

| #  | エピソード名         | 月号 | DS巻 | TC巻 |
| -- | -------------------- | ---- | ---- | ---- |
| 8  | もうひとつのパワー   | 3    | 新7  | 新9  |
| 9  | ヘビー・ラフ!!       | 4    | 新7  | 新9  |
| 10 | ダブル・イーグル!    | 5    | 新7  | 新9  |
| 11 | ゆずらぬ激闘!!       | 6    | 新7  | 新10 |
| 12 | よみがえったボール!! | 7    | 新8  | 新10 |

### 妖怪ゴルファーの挑戦!!編
| # | エピソード名         | 表示年 | 月号 | DS巻 | TC巻 |
| - | -------------------- | ------ | ---- | ---- | ---- |
| 1 | 猿の温泉             | 1987   | 8    | 新8  | 新10 |
| 2 | バトンタッチ         | 1987   | 9    | 新8  | 新10 |
| 3 | 妖魔の挑発!!         | 1987   | 10   | 新8  | 新10 |
| 4 | 1パーセントの可能性  | 1987   | 11   | 新8  | 新10 |
| 5 | 白鳥の池             | 1987   | 12   | 新8  | 新10 |
| 6 | 霊力打法"紅海"渡り   | 1988   | 1    | 新8  | 新11 |
| 7 | サタンの肖像         | 1988   | 2    | 新8  | 新11 |
| 8 | サタンの頭上の決闘!! | 1988   | 3    | 新8  | 新11 |

### ゴルフ神選組の攻撃!編
本編のみ『新プロゴルファー猿』の題名で連載された（テレビアニメも同時期に題名を変更）。
- すべて1988年に発表。

| # | エピソード名             | 月号 | DS巻 | TC巻 |
| - | ------------------------ | ---- | ---- | ---- |
| 1 | ドライビング・コンテスト | 4,5  | 新9  | -    |
| 2 | コピー・クラブ           | 6,7  | 新9  | -    |
| 3 | マナー                   | 8    | 新9  | 新11 |
| 4 | クラシック・パター       | 9    | 新9  | 新11 |
| 5 | 背面打法                 | 10   | 新9  | 新11 |
| 6 | ロストボール             | 11   | 新9  | 新11 |
| 7 | 夢へ打つ!!               | 12   | 新9  | 新11 |

## プロゴルファー猿 FOREVER
『少年サンデー』30周年記念増刊号（平成元年4月10日号）に掲載された読切作品。大橋巨泉プロアマ・トーナメントに出場するためマウイ島に降り立った藤子不二雄Ⓐは、キャディ役を買って出た正体不明の若者とコースを回ることになる。
2015年3月5日発売の『PARマンの情熱的な日々 どこへでも飛んでいく編』（集英社）に、巻末付録として収録。
2023年12月発売の『藤子不二雄ⒶメモリアルBOX』「未収録コレクション」（小学館）に収録。
- 登場人物は「#『プロゴルファー猿 FOREVER』の登場人物」を参照。

## サル (SARU)
『週刊少年サンデー』連載版の最終回で描かれたプロテストから約20年後の物語。プロテスト合格が無効になったため日本を離れた猿は「プロゴルファー猿」ではなくただの「サル」として、アメリカ各地でゴルフ試合を繰り広げる。
- 登場人物は「#『サル』の登場人物」を参照。

### ビッグコミック版
1998年 から2000年にかけて、『ビッグコミック』にて月1で連載された。
1978年に消息を絶った天才少年「プロゴルファー猿」がアメリカリッチランドのナイキツアーに出場するという情報を掴んだゴルフ記者・香織は、サルと行動を共にすることになる。主に「ナイキツアー」と「地下パットゴルフ対決」の様子が描かれている。
（ナイキツアー）
サルは「プロ・キャディ」として、大ベテランのサミイ・ライツとトーナメントを闘う。
- すべて1999年と表示された号に発表（#1のみ1998年に発売）。単行本1巻に収録。

| # | エピソード名            | 掲載号  |
| - | ----------------------- | ------- |
| 1 | PRO GOLFER-SARU         | 1月10日 |
| 2 | プロ・キャディ サル     | 2月10日 |
| 3 | キャディVSプロ          | 3月10日 |
| 4 | まぼろしのプロテスト    | 4月10日 |
| 5 | ミスター・ライツの再生! | 5月10日 |
| 6 | 信頼の褒賞              | 6月10日 |
| 7 | ライツ新生!!            | 7月10日 |
（地下パット対決）
ハイウェイ沿いのゴルフショップに立ち寄ったサルは、オーナーのシンシンと「地下パッティングコース」で3万1000ドルを賭けて闘うことになる。
| # | エピソード名         | 表示年 | 掲載号   | 巻 |
| - | -------------------- | ------ | -------- | -- |
| 1 | 危険なハイウェイ     | 1999   | 8月10日  | 1  |
| 2 | フリーウェイ         | 1999   | 9月10日  | 2  |
| 3 | マコンデ             | 1999   | 10月10日 | 2  |
| 4 | 絶体絶命!            | 1999   | 11月10日 | 2  |
| 5 | ツキもゴルフのうち!  | 1999   | 12月10日 | 2  |
| 6 | 消えたボール         | 2000   | 1月10日  | 2  |
| 7 | パーマー・チャージ!! | 2000   | 2月10日  | 2  |
| 8 | 最終ホールの決闘     | 2000   | 3月10日  | 2  |
| 9 | 果てしなき挑戦!!     | 2000   | 4月10日  | 2  |

### ビッグコミック増刊号版
2001年 から2005年にかけて、『ビッグコミック』増刊号にて連載された。
車の故障により路上で立ち往生していたヴィッキーを拾ったサルは、オリンピアシティにある少年たちのためのゴルフスクール「コブラ・スクール」を訪れる。主に「ツーサムでのエンゼル戦」「ギエン+ナカマル戦」「皇帝ゼウス戦」の様子が描かれている。
（エンゼル戦）

| # | エピソード名         | 表示年 | 掲載号   | 巻 |
| - | -------------------- | ------ | -------- | -- |
| 1 | タイガーを追って     | 2001   | 6月17日  | 3  |
| 2 | コンセントレーション | 2001   | 8月17日  | 3  |
| 3 | メンタル・テスト     | 2001   | 10月17日 | 3  |
| 4 | ワンボール・ツーサム | 2002   | 12月17日 | 3  |
| 5 | 恍惚の1打!           | 2002   | 3月17日  | 3  |
| 6 | V字打法              | 2002   | 6月17日  | 3  |
| 7 | アドレナリン爆発!    | 2002   | 8月17日  | 3  |
| 8 | 嵐の中の死闘         | 2002   | 10月17日 | 4  |
| 9 | 雷光の一打           | 2002   | 12月17日 | 4  |
（ギエン+ナカマル戦）

| # | エピソード名              | 表示年 | 掲載号   | 巻 |
| - | ------------------------- | ------ | -------- | -- |
| 1 | 新天地へのティーショット! | 2003   | 6月17日  | 4  |
| 2 | メンタル・ゴルフ          | 2003   | 8月17日  | 4  |
| 3 | ギエン+ナカマル対サル!    | 2003   | 10月27日 | 4  |
| 4 | ノーマンの悲劇            | 2003   | 12月17日 | 4  |
| 5 | 極致のショット!!          | 2004   | 3月17日  | 4  |
| 6 | イーグル舞い降りる!!      | 2004   | 6月17日  | 5  |
| 7 | ラック! or アンラック!    | 2004   | 8月17日  | 5  |
| 8 | スネークボール            | 2004   | 10月17日 | 5  |
| 9 | ハワイアンホリデー        | 2004   | 12月17日 | 5  |
（皇帝ゼウス戦）
- すべて2005年に発表。5巻に収録。

| # | エピソード名                 | 掲載号  |
| - | ---------------------------- | ------- |
| 1 | 神々の庭園                   | 3月17日 |
| 2 | ゴルフ皇帝ゼウス・オデッセイ | 6月17日 |
| 3 | 皇帝ゼウスVSサル             | 8月17日 |

## 単行本
- 『プロゴルファー猿』 小学館〈少年サンデーコミックス〉 全19巻
- 『新プロゴルファー猿』小学館〈てんとう虫コミックス〉全11巻
  - 第10巻に「猿・思い出の激闘名コース」を収録
- 『新版 プロゴルファー猿』中央公論社〈藤子不二雄ランド〉全22巻
  - 「新版」は少年サンデーコミックスとの区別のために付けられたもので内容は重複している。
- 『新プロゴルファー猿』中央公論社〈藤子不二雄ランド〉全9巻
- 『プロゴルファー猿』中央公論社〈愛蔵版〉全4巻
- 『プロゴルファー猿』中央公論社〈中公文庫コミック〉全13巻
- 『新版 プロゴルファー猿』ブッキング〈藤子不二雄Ⓐランド〉全22巻
- 『新プロゴルファー猿』ブッキング〈藤子不二雄Ⓐランド〉全9巻
- 『サル』小学館〈ビッグコミックス〉全5巻
- 『プロゴルファー猿』小学館〈My First BIG〉 - コンビニ向けに販売。数話分のシナリオのほか、藤子不二雄Ⓐのコラムや『サル』のシナリオも収録されている。
- 『プロゴルファー猿』〈藤子不二雄Ⓐデジタルセレクション〉
  - 藤子不二雄Ⓐランドを底本とした電子書籍。
- 『新プロゴルファー猿』〈藤子不二雄Ⓐデジタルセレクション〉

## 登場人物
- ★印はアニメにのみ登場する人物
- 続編『サル』の登場人物は「#『サル』の登場人物」を参照。

### 猿谷家
猿谷 猿丸
声 - 頓宮恭子（タイトルコールも兼任）、野沢雅子（特番）
主人公。通称「猿（サル）」。猿谷家の長男。名の通り猿そっくりの野生児だが、実は天才少年ゴルファー。1963年（昭和38年）3月10日生まれ、H県奥山市深森区猿ヶ瀬に住んでいる。6歳でゴルフを始める。アマチュアだが、自称「プロゴルファー」として賭けゴルフを行っている。関西弁交じりで話す。一人称は「わい」。親しい人には関西弁の「～はん」呼び、アニメでは敵でも紅蜂など「さん」呼び。（身内の３兄弟やボスのミスターXに対しては呼び捨て。）手作りの木製クラブでゴルフをプレーする。並外れたショットの腕前を持ち、「旗つつみ」など数多くの必殺技を編み出す。記憶力に優れ、自身で作った猿谷ゴルフ場のコースでは目を瞑っても確実にショットを打つ自信を持つ。ゴルフ特訓道場でも筆記試験にて早朝マラソンで回ったコースのグリーンに立てられたピンの位置を全部正確に答えたほか、あるものが猿丸だけにしむけた１５キロ以上あるリュックを軽々と背負い一位独走するという驚異的なタフさを見せつけ教官や訓練生を驚嘆させた。かわいい、あるいはきれいな女性に弱く、女性から褒められるとデレデレとしてだらしなくなるというお調子者の一面もある。若葉意外にも、初対面の緑という女性にもデレデレした顔見せ若葉や3兄弟たちを呆れさせた。連載初期には勝つことしか考えておらず、自意識過剰が激しい面があり、常に勝利しか見えない（剣崎にもその点を指摘された）。
「わいはプロや」が口癖。連載第1回では剣崎に対して「（前略）いってみればあんたはアマチュアでわいはプロなんや! プロがアマチュアに負けるわけにはいかんやないけ!!」と言う台詞がある。
金への執着心が強く、賞金の話になると目がくらむ。獲得した賞金は木の切り株状の貯金箱に溜め込んでいる。弟たちには滅多に小遣いを渡さない。その一方で母親にデパートで高級なドレスを買ってあげたり、家族を温泉旅行に連れて行ったりと、親孝行もしている。
ゴルフの腕は確かだが、ルールに疎い場面がたびたび描かれている。インプレー中の球を触ろうとしてペナルティを受けかけたことがある（紅蜂の注意で未遂になった）。中丸がプレーに関して猿丸に苦言、忠告あるいは指摘してくれてもそれが気に入らないと喧嘩になったりする場面もある。中学生という設定だが、学校にはほとんど行かずゴルフに明け暮れている。猿谷（さるだに）は自分の庭同然の練習場であり、棲んでいる動物のサルたちにも親しみを感じている。市販の薬が体質に合わない代わりに、野草の知識に長けており、雪の奥山カントリークラブでおっちゃんとの試合で足に傷を負った際にユキノシタを見つけて治療したり、プロテストの際に食べすぎで腹痛になった際にゲンノショウコを見つけて食べる場面が描かれている。
ゴルフクラブは主に自作のものを用いる。作中にはドライバーを自作する場面の他、中丸が作ったクリークやウッドウェッジ、左甚五斎が作ったパター「正宗」が登場する。市販のクラブにも関心を持っているが、自身で購入する場面は描かれていない。
猿谷 中丸（）
声 - 高木早苗、菅谷政子（特番）
次男。瞳が透けて見えないほどの度の強い眼鏡をかけている。兄弟の中では一番の頭脳派で、猿のキャディ兼ブレーン役。パッティングが得意で、モップの柄で作ったパターをサム・スニードの得意とする「サイドサドルスタイル」で使いこなす。猿と同様、クラブを手作りする技術を持っており、猿にサンドウェッジ、小丸にクリークを作成する場面が描かれている。猿のことは「猿丸兄さん」と呼び丁寧語、敬語で話す。試合の日が迫っている時などには猿に対して厳しい態度で臨む。竜との対戦時には同行できない代わりに猿の助けとなるよう「ポケット版ゴルフ金言集」を渡した。
アニメでは、東京タワーで猿がテレビ出演した際に大の高所恐怖症として描かれたが、漫画にはそのような描写はない。
猿谷 大丸（）
声 - 峰あつ子、青木和代（特番）
三男。大柄でのんびり屋。猿のことを「猿丸（の）あんちゃん」と呼ぶ。頭は少々良くないが、ゴルフの腕は良い。特にカップまでの目算に優れる。木の枝を削って作ったパターを所持。力持ちで、ドライバーの材料となる木の根を引き抜いたり、家の庭に専用グリーンを作る際には力仕事を担当したりして活躍する場面が描かれている。作中には、中丸が仕込んだジャック・ニクラウスのスタイルを体得する描写がある。猿がゴルフ特訓道場から帰宅した際には、ゴルフの腕が飛躍的に上達しており、猿のスパーリング・パートナーに任命された。
猿谷 小丸（）
声 - 原えりこ、千々松幸子（特番）
四男の末っ子。幼児のくせにいつも一升瓶を抱えて酒を飲んで酔っ払っている。彼の酒は左甚五斎によると、辛口の高級日本酒（白雪）とのこと。アニメでは瓶の中身がラジウム鉱泉入りのミネラルウォーターに変更された。兄たちを「あんにゃー」と呼ぶ。たまに一升瓶で殴りかかろうとしたり、ひざに蹴りを入れたりと（ミスターXに対しても）反抗する事もある。傘の柄を改造したパターと、猿のドライバーと同じ方法で中丸が作ったクリークを所持。猿谷家のグリーンでパットを行い、必ず1パットで決めるという場面が描かれている。板塀の向こうのタライに向かってショットを行う場面では5発とも入らなかった。猿の試合中にトラブルの原因となる場面がしばしば描かれている。
母
声 - 高村章子、中村紀子子（特番）
連載第1回では奥山カントリーでキャディをしている姿が描かれている。猿たちの行動や体調をいつも心配している。贅沢を好まない性格。テレビ撮影のために上京する猿のために東京は寒かろうとチョッキをプレゼントした。
姉
声 - 鵜飼るみ子
猿の姉。家族思いで優しく、家計を支えるために奥山カントリーでキャディをしている。新しいドライバー作りに熱中する猿に夜食のおにぎりを作る場面が描かれている。おさげ、セミロングなど、様々な髪型で描かれている。
アニメではロングヘア。『デパート HIKARI』で働いている。影プロの男性と恋に落ち、すれ違いの恋愛を演じた。
パチンコ版での髪型はおさげ。

### レギュラー
おっちゃん
声 - 富田耕生
猿との賭けゴルフで、いつも負けている中年男性。ゴルフは下手（1ラウンドのスコアで100を切った事がない）。猿にイカサマ等で勝利する場面が描かれたことがある。「金製のパターを持つ」「最新のゴルフ機器で良いと思ったものは発売後すぐに導入する」など、裕福であることを伺わせる描写もある。アマチュアゴルフ選手権では予選の2番ホールのバンカーで大叩きした末に棄権した。マスターズ・トーナメントの試合を生で観戦したことがあり、入場券を持っている。猿への勝利の執念から、ジェロニモのスポンサーを務めて猿に勝負をけしかけたり、大丸を支援したりする場面がある。ついていない時が多く高額ドライバーをよく取られる。（ほとんど試合に負けて。）
アニメでは猿をライバル視しつつも漫画よりも好意的な人物であり、猿の良き相棒としての側面が強調されている。娘の若葉と最後まで猿の味方でサポートをしていた。猿谷ゴルフ場の特別会員。

#### 月刊コロコロ版以降のレギュラー
若葉（）
声 - 堀江美都子
おっちゃんの娘で、父親とは似つかぬ美少女。猿に好意を抱いている。アニメシリーズの放送に伴い、漫画では「影のスペシャリスト編」（1985年）より登場。
アニメでは天然ボケの一面がある。アニメでは最終回でイギリスに留学する。当初はゴルフに興味がなかったが、後に父のお古のゴルフ道具を使用してゴルフをするようになる。
ゴエモン
声 - 峰あつ子
猿谷家の飼い犬。温泉好き。テレビアニメシリーズの放送にあたり設定されたキャラクター。アニメではゴエもんという表記だった。（小屋の表記で確認できる。）漫画では「影のスペシャリスト編」（1985年）より登場。普段はちょっとドジな面もあるがヤマメの収穫に長けているほか、尻尾をパター代わりにしてゴルフボールを打つことができる特技も持っている。
カンクロー
声 - 田中真弓
猿谷家周辺に生息するいたずら好きのカラス。近所のゴルフ場などでロストボールを集めるのが趣味。他のカラスと同様に、猿に的としてよく狙われる。時折ゴエモンと対立するが仲はいい。おっちゃんのショットをからかって楽しんでいる。テレビアニメシリーズの放送にあたり設定されたキャラクター。漫画では『スーパーGOLFワールドへの挑戦!!』（1985年）で初登場した。

### 猿を取り巻く人達
左 甚五斎（）
声 - 峰恵研
パター（特に木製・竹製パター）製作の名人で酒好きでもある。彼の製作したパターは、登場したものはいずれもショットの際に何らかの音を発する。弟子の闇兵衛に「村正」を持ち出されるが、その後猿に病で苦しんでいて助けてくれたお礼に、「正宗」を授ける。
アニメでは猿専用のグリーンの造成を指導し、後に鷹巣に超ロングドライバーと名作パター「虎鉄（こてつ）」を授ける。
鹿島 大造（）
声 - 渡部猛
大海浜カントリークラブの最高責任者で、かつアマチュアゴルフ選手権の大会委員長。自身も早朝に1ラウンド回る。出会ったばかりの猿から直々にレッスンを受ける（鹿島は猿に授業料を払う）など、早くからその才能を見抜き応援する。死神に命を狙われたことがある。ミスターXのスポンサーの誘いについて、猿に危険な取引だと忠告した。
アニメでの名前の読みは「たいぞう」。

### 特定の回のみの登場人物
虎大人（）
声 - 富田耕生（特番）
竜をミスターXに紹介した人物。
安古（）
声 - 徳丸完
サクラテレビのディレクター。アーノルド・パーマーがパリのエッフェル塔の上からドライバーショットを繰り出し、どの位遠くへ飛ばせるかの実験を行った記事から、東京タワーでも同様の企画ができないか猿に白羽の矢を立てる。
鍋島（）
声 - 稲葉実
スターテレビのディレクター。ハンディキャップは9というシングルの腕前を持つ。勝った場合は猿が新宿の超高層ビルからショットを打つという約束で、安古とドラコンの勝負を行う。
パーマン / ホットマン（アニメ）
声 - 野島昭生
お笑い芸人。猿が東京タワーでテレビ出演した際の司会を務めた。
草 涼子（）
母親と二人暮らし。心臓を患い、アパートの2階の自室で療養中の所に、東京タワーの展望台から猿が打ったボールが飛び込んできた。猿から10万円を手渡されて喜ぶ。
八千草 涼子（）★
声 - 鶴ひろみ
アニメで「草 涼子」の役割で登場した少女。東京の学校に転校した若葉のクラスメート。母親が病気で療養中。
富士城カントリーの支配人
声 - 肝付兼太
戦国時代の殿様を思わせる風貌の男。猿をプロ養成の研修生として受け入れることを鹿島大造から頼まれる。所属する研究生を総動員して猿とマッチプレー勝負を行う。
剛田（）
大海浜カントリークラブの専属プロ。球斉とティーショットの試合を行い、敗れる。
大岩巖造（）
声 - 島香裕
ゴルフ特訓道場の館長。柳生球斉の昔からの親友、かつライバル。身長は低いが、ゴルフ特訓道場の理念を熱く語る姿を見た猿には見上げるほど大きく見えた。
大岩 緑（）
声 - 原えりこ
大岩巖造の娘。パットが得意な、道場の特待生。研修生からは「女王」と呼ばれ、二回生ですらも敬意を表している。猿からは「緑はん」と呼ばれている。道場の食堂では手伝いを務めている。
鬼淵（）
声 - 幹本雄之
二回生を担当している鬼教官。研修生からは「オニ」と呼ばれている。入門早々の猿にクラブで殴られた後、猿が二回生の当番に刃向かった事から、死打室に猿を連行し、打球の恐怖を味わわせる。
蟹沢 九郎（）
声 - 稲葉実
一回生を担当している教官。名前、口癖から「カニ」と呼ばれている。猿が二回生と起こしたトラブルが元で、鬼淵教官と対立する。最終テストで鷹巣が猿の腕前でうろたえそうになった時に鷹巣を拳で殴り、叱責した。
レフティー
番外編「モンキーゴルフ大騒動」に登場する左利きのサル（動物）。猿の弟子。猿の練習を見ているうちにゴルフの腕を上達させる。厄病組が猿たちとの試合中に不正を働いていたことが露見してサル（動物）たちの制裁を受けた際に、親分の厄病神太郎がレフティーの打球の標的にされる。仲間のサル（動物）の手を借りて猿たちの別荘を何とか完成させる。
長老
猿谷に棲むサル（動物）のボス。体毛が白い。レフティーをプロゴルファーにするために猿に育成を依頼する。厄病組の不正プレーを暴き、組員たちを撃退する。
黒原 金兵エ（）
猿谷の大地主。猿谷に無断でゴルフ場を作ったり別荘を建てたりした猿たちに立ち退くよう命じる。猿が動物のサルたちを動員して反対したため、ゴリラのコングと勝負して決着をつけることになる。
アニメでは、別の人物が猿谷の地主として登場する。猿谷のリゾート開発を目論むミスターXに土地を売り渡してしまった地主は、猿たちに説得された後、猿たちの試合を見に猿谷に駆け付ける途中で足を滑らせて怪我をし、猿たちの案内で温泉で療養する。
早月（）
恐岳に住んでいる柳生球斉の孫娘。「衝撃の400メートルショット」の回に登場。球斉が打球を受けて負傷したことを猿に連絡する。
千恵（）
早月の同級生で、恐岳カントリークラブでキャディをしている。蛭田の驚異的なティーショットを目撃する。
万年九郎（）
「謎の子連れゴルファー」の回に登場するプロゴルファー。嵐ケ丘カントリークラブの月例会に参加。パットが苦手で、魔島親子に敗れる。
蝶 可憐（）
声 - 鶴ひろみ
「対決! ミス・スネーク」の回に登場。秋のプロテストに最年少で合格した女性ゴルファー。髪型はツインテールでリボンを付けている。蝶が舞うような可憐なショットを放つ、練習場の人気者。田舎に弟妹が四人いる。ミスターXに影の組織に誘われる。
アニメでは台湾出身という設定で、猿はおっちゃんと恋敵になる。練習場の名称は「しんかいゴルフ」。
鬼頭 四郎（）
「バレステロスに負けるな!」の回に登場する大金持ち。猿に息子のコーチになってくれるよう頼む。自邸に専用のグリーンを持つ。数百万円の古九谷の壺を所有している（猿がプロの腕前を披露するためにティー代わりにした）。
鬼頭 球一郎（）
四郎の息子で、県下のジュニアゴルフ界の天才児と呼ばれている。自宅にやって来た猿に、生意気な態度で接する。
アニメでは鹿島大造の息子という設定で登場（声 - 小宮和枝）。
トビ丸
忍び谷の少年忍者。猿たちを道案内する。
一文字
忍び谷のイノシシ。
霧の大老
忍び谷の老人。トビ丸に代わって猿たちを道案内する。
胡蝶
トビ丸の姉。
メズーサ
黒魔霊死郎のキャディ。奇抜な衣装を身にまとった霊力の使い手。

#### アニメのみ登場
Mr.オイルダラー★
声 - 永井一郎
アニメSPに登場するアメリカの石油王。天才少年ゴルファーのレッド・ホークを見出す。広大な土地を所有し、後述するオール・アメリカン・カントリークラブのオーナーでもある。
デイジー★
声 - 江森浩子
レッド・ホークの兄思いの妹。猿を慕う若葉と仲が悪い。
老僧★
声 - 塩屋浩三
中国のとある寺（ドラゴンや紅蜂がゴルフ修業をしたことがある）の住職。
青花（せいか）★
声 - 川村万梨阿、岡本麻弥
紅蜂がミスターXの下を離れた後に新たに任命された補佐役。
骨董屋★
声 - 丸山詠二
おっちゃんに呪われたパターを売りつけた。
和尚★
声 - 藤本譲
呪われたパターに取りつかれたおっちゃんに対抗するために猿の体や正宗に呪文をかけた。

### 対戦者
猿と対戦した人物のうち、ミスターX傘下の影のゴルファー以外の人物を記す（影のゴルファーとしての顔を見せずに対戦した人物も含む）。
剣崎 健（けんざき けん）
声 - 井上和彦、石丸博也（特番）
将来を有望視されるアマチュアゴルファー。シングルの腕前。県大会で優勝したことがある。初登場時は中学生。
猿の自宅近くにあるゴルフコース「奥山カントリークラブ」の御曹司。
風向きを利用したストレートと右方向のスライスの中間のショットを得意とする。
アマチュアゴルフ選手権では県大会で優勝した実績が認められ、予選を免除される。決勝では猿たちと死闘を繰り広げたが、準優勝に終わった。
後にアメリカへ渡り、オハイオ州立大学のゴルフ部に入部し、逆C打法を身に付ける。プロテストを受験している。
挑発されるとカッとする性格。そのため猿とクラブ1本で勝負したことがある。紅にオーバードライブされ敗北している。
猿谷ゴルフ場に奥山カントリークラブの芝生を提供する。
猿がコング拳と対戦した際には猿の賞金を肩代わりした（猿が勝利した場合は賞金の半分貰うという約束）。
ベン・ニコルス
ゴールデン・ジャック、マイク・ピート、クレーム・トワソンら日本のビッグ・トーナメントに挑むために来日したプロゴルファー24名のうちの一人。新東京国際空港で竜と対戦し敗れた。後に芝ゴルフ場で猿と出会い、賞金をかけたニアピン対決を行い引き分けた。正確無比な目隠しショットが得意で、距離の看板が違う事にクレームを付けている。アニメでの名前は「サム・フォード」（声 - 銀河万丈）。
大神 猛（おおがみ たけし）
声 - 鈴置洋孝
大海浜カントリークラブでのアマチュア選手権で登場。狼のような髪型をしている。
海浜高校野球部からゴルフに転向したため、黒の野球ユニフォーム姿でプレーする。4番の強打者だったため、ゴルフでも強打が得意。初登場時にはゴルフ転向の取材で地元のマスコミが押しかけている場面が描かれている。
「右翼（ライト）打ち」や、バンカーからボールを砂でくるんで打ち上げ、正確にグリーンに止める「砂爆弾」が得意技。
アマチュアゴルフ選手権の予選では2アンダーの第2位で決勝は猿と同じ組。決勝の4番ホールではOBの打ち直しのティーショットが一気にグリーンにオンした。選手権ではよくバンカーにボールを落とすが、砂浜で常にショットの練習をしている彼にとっては苦にならない。決勝の16番ホールのアリソン・バンカーではアイアンをへし折るほどの強烈なショットを放った。10番ホールでは猿のルール違反を指摘した。18番ホールではOBを出し、3打目で海越えを達成したが、最後のカップインを逃し、3位に終わった。
猿がゴルフ特訓道場に入門する直前の時期には、大神は大海浜カントリークラブで研修生となりプロテスト受験を目指している。
日影（ひかげ）
声 - 広瀬正志
大海浜カントリークラブでのアマチュア選手権で登場。周囲に流されないパープレーが信条。攻めのゴルフをする猿にとっては、引き離そうとしてもヒタヒタと迫ってくる不気味な存在。シャフトの短いクラブを用い、ダグ・サンダースが編み出した電話（テレホン）ボックススイングを得意技とする。
アマチュア選手権の予選は猿やおっちゃんと回り、イーブンパーの3位で通過。決勝でも猿と共にラウンドする。
元来はフェアプレー精神の持ち主であり、予選をホールアウトして猿がスコアカードを提出する際、1番ホールで誤記をしたままスコアカードを提出した時、慌ててスコア記入のミスを猿に知らせた。決勝では4番ホールでイーグル、8番ホールでバーディになり、10番ホールでの猿の自滅によりスコアはタイになったが、16番ホールでのアクシデントにより棄権。
富士城カントリーでの対戦者
名前の前の数字は対戦するホールの番号。球斉以外は富士城カントリーの研修生。
アニメでの対戦は岩餅、二宅、球斉のみ。
1. 四蛾（しが）
初対面の猿から「ピラニア軍団みたいな顔!」と指さされたことに怒り、猿の顔面にパンチをお見舞いする。練習ではスーパー・ショットを放って猿を驚嘆させたが、試合では2連続ミスショットで自滅した。
2. 同面左近 / 右近（どうめん さこん / うこん）
スイッチヒッターと見せかけて、実は利き手が異なる双子で、片方は覆面をしたキャディに扮している。状況に応じ密かに入れ替わり有利な利き手を持つ者がプレーすることで猿に勝利する。顎にホクロがあるのが右近、ない方が左近。
3. 岩餅鉄郎（いわもち てつろう）
声 - 塩屋浩三
日の丸に必勝の鉢巻をした上半身裸の太った男。略して岩鉄（がんてつ）。九州弁を話す。普段は無口だが、ホールアウトした後に雄弁になる。パターを使ってティーショットをする。
アニメではゴルフ特訓道場の研修生になっていて、猿との試合の際に禁じ手を使ったため道場を去り、シャドウ・トレーニング・センターで訓練を受けて影プロ「岩の坊弁慶」として猿に対戦を挑んだ。
4. 二宅美良（にやけ みりょう）
声 - 橋本晃一
眼鏡からシューズ、ゴルフクラブに至るまで一流ブランドを身に付けた男。頬にキスマークを付けて登場し、それを指摘された際には付き添いのキャディが顔を赤らめている。饒舌でニヤけた男だが、クラブを持つと真剣な表情になる。
5. 白鳥水枝（しらとり みずえ）
サングラスをかけたそばかすの女性。一見怖そうだが、素顔は可愛い。キャディをしながらアシスタントを務めている。猿のショットがピンそばにあった白鳥のボールに当たり2つともカップインしたため本来は引き分けになるはずだったが、ルールを熟知しておらずカッとなってピンを引き抜き自分のボールを出したため敗北した。
6. 風巻四郎（かざまき しろう）
元アイスホッケー選手。飛ばしすぎで自滅する。
7. 柳生球斉（やぎゅう きゅうさい）
声 - あずさ欣平
日本プロに優勝したこともある大ゴルファー。富士城カントリーでアシスタント・プロの指導を請け負っている。隻手隻眼でありながら、200メートル先の標的にボールを命中させる腕前があり、猿も顔負けの強靭な脚力を持つ。猿をプロの道に進ませるため、ゴルフ特訓道場への入門を手引する。
アニメでは犬を引き連れ、猿と二宅の勝負を見届けた後、突如猿の前に現れ、勝負した後に紅蜂を紹介する。
ジェロニモ
声 - 崇峰大輔
アメリカのゴルフ場でハスラーをやっている男。トーナメント・プロになるために来日した。コーラ瓶をクラブ代わりにプレーを行う。コーラを飲むことで内容量を調節し瓶の先の重量を微妙に調整するなどし、会心のショットを決め猿から勝利を得ている。おっちゃんがスポンサーになっている。猿は対戦後、ジェロニモとが得意とした低くてもグリーンで止まるショットを身に付けた。
漫画ではミスターXや組織とは無関係であったが、アニメでは影のプロゴルファーの一員という設定。ミスターXに招かれて来日し、猿と対戦して敗れた。
神楽一八（かぐら いっぱち）
奥山カントリークラブの研修生。プロテスト受験を目指している。日中は業務に追われるため、早朝に練習をしている。いざ試合となるとプレッシャーで気弱になる。得意技はループ打法。
鷹巣 一雄（たかす かずお）
声 - 塩屋翼
ゴルフ特訓道場の一回生。普段は優しく親切だが、秘技を見られるなどの際には人格が変わったように恐ろしい表情を見せる。15kgの砂袋を背負って行う早朝マラソンでは、かつてトレーニングで小丸をおんぶしながら猿谷を走り回った猿の驚異的なスタミナに圧倒され、大きく離される。ショットが大きく左に切れる「ヒッカケ病」に悩まされ、二回生との試合ではOBを出した。プロテスト受験資格をかけて猿と対戦する。
切り札「フラミンゴ打法（一本足打法）」で、本来のゴルフクラブの飛距離以上に距離を伸ばすことができる。本来は秘密にしていた技で、盗み見していた猿にも他言を禁じた程であったが、最終テストのティー・ショットで披露した。猿も後にフラミンゴ打法を使用した。
猿と大岩緑が仲良く喋っているのを見て不機嫌になる場面が描かれている。
アニメでは猿との最終テストに向けて左甚五斎の下で修業をし、ロングドライバーとパター（虎鉄）を授かる。
蛭田史朗（ひるた しろう）
声 - 目黒裕一
ゴルフ特訓道場の二回生。ヒルのようにねちっこく、ほとんど曲げないショットが取り得。アプローチでもグリーンのピンそばへ上手い具合に寄せる。力戸と組んだ時は作戦の違いでよく対立する。4番ホールのグリーンで2パットをしてわずかにカップに届かず、足踏みでカップに入れた所を猿に指摘された時点で、教官の鬼淵が負けを認めざるをえなくなる。最終テストではスタート地点で猿たちを応援する。
アニメでは影の組織との内通者として働き、道場から猿を追放しようと企んでいる。
力戸剛（りきど ごう）
声 - 崇峰大輔
ゴルフ特訓道場の二回生。あだ名は「リキ」。飛ばし屋で蛭田とペアを組む。怒りっぽいのが欠点。猿にタオルの上から股間を噛まれる（猿を湯船に沈めたリンチの報復）。球拾いをしている一回生たちに向けてボールを打ち込んだ際には、怒った猿からタックルされてひっくり返っている。
塚内留造（つかない とめぞう）
声 - 沢木郁也
プロテストで猿と同じ第6組となった妻子持ちの男性。9回目のプロテスト受験に臨み、これに不合格になったら、ゴルフから足を洗う決意をしている。妻子もコースのスタートと最後に見物に来ている。最終日の13番ホール以降、合格圏より下位に低迷のまま18番ホールを迎えた。2打目のプロテスト合格を狙うショットを外し、プロになる夢は潰えた。
西郷大八（さいごう だいはち）
声 - 竹村拓
プロテストで猿と同じ第6組となった男性。西郷隆盛のような鹿児島弁を話す。ドラコンで400メートルも飛ばし、「マンモス西郷」のあだ名を持つ。1日目のスコアは猿がダントツだったが、猿の試合直後の食べ過ぎによる体調不良で、2日目は西郷が優位に立った。
厄病神太郎（やくびょうがみたろう）
泣く子も黙る暴力団厄病組の組長で、大勢の組員を率いている。ゴルフが下手糞である上に、不正を働いてまで猿から勝利を得ようとする。番外編「モンキーゴルフ大騒動」に登場する。
タマツブシの虎（とら）
厄病組のゴルフ部のキャプテン。飛ばす事しか考えず、グリーンを大きくオーバーする。首にお守りをぶら下げ、腰に短刀を刺している。
コング
黒原金兵エがアフリカから連れてきたゴリラ。ドライバーでもパターでも400ヤードの飛距離のショットを打つことができる。
蛭田（ひるた）
「衝撃の400メートルショット」の回に登場。球斉の弟子だったが、素行の悪さから破門を言い渡され、プロとしての除名処分を受けた事から、逆恨みでグリーンにいた球斉をティーショットで負傷させる。その後、球斉に挑戦状を叩きつけたが、怪我が完治していない状態だったため、猿が代わりに試合に臨んだ。50インチの超ロングドライバーを使いこなし400メートルのショットを打つ飛ばし屋。
魔島豹介（ましま ひょうすけ）、猫介（びょうすけ）
声 - 堀秀行（豹介）、渕崎ゆり子（猫介）
「謎の子連れゴルファー」の回に登場する渡り鳥の賞金稼ぎ親子ゴルファー。各地のゴルフ場を旅回りしている。パッティングは子供の猫介が担当。万年九郎と勝負し勝つ。
アニメでは大丸からは給食、中丸からは正宗、おっちゃんからはクラブ一式を奪い取る、猿から試合を申し込ませる様に仕向けた。
三日月星四郎（みかづき せいしろう）
声 - 中田譲治
「激突! ウォーター・ショット」の回に登場。ウォーターマッシーと呼ばれるクラブで池の中のボールを打つ。
アニメでは影のプロゴルファーとして登場する。風貌、性格（時間にシビア）は漫画とは大きく異なる。
堅井（かたい）プロ
声 - 中田譲治
「バレステロスに負けるな!」の回に登場。コーチの仕事をめぐって猿と対戦する。
アニメでは影プロの一員としてミスターXから派遣されていたが、後に鹿島球一郎へのレッスンに専念するために影プロから足を洗った。
セベ・バレステロス
「本作に登場する著名なゴルファー」を参照。
球心
声 - 天地麦人
「太陽にむかって打て!!」の回に登場するゴルフ寺・修羅球寺の住職で師範。得意技は片手で放つ拝み打ち。
以下はアニメのみの事項。影のプロゴルファーという設定。失態を重ねゴルフ寺送りになった紅を救い出すためにやってきた猿と勝負する部下に代わって猿と勝負した。後に、猿のアドバイザー的役割を果たしたこともある。
3パットメン（スリーパットマン）
声 - 大塚芳忠
三人同時にパットできる三連パターを使いこなす三兄弟。眼鏡をかけている一郎、サングラスの次郎、裸眼の三郎の三人で全国のゴルフ場を回り、行く先々で相手に勝負を挑んでいる。おっちゃんと対戦し18金のパターを勝ち取る。猿の家のグリーンで中丸、大丸、小丸のチームと対戦し100万円を勝ち取る（貸しの状態）。蛇の巣カントリーで猿、大丸、中丸のチームと対戦し敗北する。
カラス麻呂
忍者プロゴルファー。カラスのようないでたちをしている。
福助
忍者プロゴルファー。「福」と書かれている鎧を身にまとっている。逆手打ちを得意とする。
影王丸
筋骨隆々の忍者プロゴルファー。
黒魔霊死郎（こくま れいしろう）
目つきの鋭い妖怪ゴルファー。猿との再戦時には妖魔の格好をして登場。口癖は「ウラー!!」。霊力を駆使し、「ウォーターシュートドライブ」や霊力打法「紅海渡り」の技を使う。おっちゃんとの対戦ではボールを踏んでめり込ませ、打ちにくくするインチキを働いている。

#### アニメのみの対戦者
ボギー★
声 - 小宮和枝
動物のサル。奥山カントリークラブのおっちゃんとの試合で足を負傷した猿が冬山で木から落ちた時に怪我をしてユキノシタを傷口に塗り付けている様子を、目撃して同じように傷口の治療に使った。温泉場で湯治していくうちに意気投合して、猿の真似をしてクラブを振るようになっていた。後に猿谷ゴルフ場の新コース竣工の際、猿とのエキシビション試合の4番ホール「白い蛇」で一打差で勝利した。
ゴルフ道具のセールスマン★
声 - 塩沢兼人
おっちゃんに粗悪品のクラブを100万円で売りつけた悪徳セールスマン。猿にも売りつけようとする。圧縮空気の入ったハンマー型ドライバーや爆弾入りアイアン、計測機能付きパターなどを使うものの猿に負ける。打つ時に「アチョー」と発する。
天狗★
声 - 上田敏也
ゴルフで勝ってテングになりきっているゴルファーに勝負を挑む天狗。おっちゃんが天狗に勝負を挑んで敗れ、猿が仇を取るために勝負を挑んだ。鼻を使って風向きを調べ、得意技の「天狗流・団扇打ち」で猿のボールをオーバードライブした。正体は人間ではなく天狗山に棲む天狗。

### 影の組織の関係者
ミスターXに関係する人物や影のプロゴルファーたちについて記述する。影のゴルファーはミスターXの組織に属する非公式、非合法的な選手たち。様々な事情で表社会（ゴルフ界やスポーツ界に限らない）に居られなくなった者、背を向けた者たちが元プロ、アマチュア問わず集まっており、Xの指示と命令によって非合法のゴルフ勝負を繰り返している。常識的なゴルフでは考えられない風貌やプレースタイルの者が多い。
ミスターX
声 - 内海賢二、若山弦蔵（特番）
影のプロゴルファー組織のボス。いつも覆面に黒いサングラスをしており、正体は不明。猿のことは「猿くん」と呼ぶが、猿がいない場所や独り言では「猿」と呼び捨てにする。
猿のゴルフの腕に目を付け、執拗に組織への引き込みを図る。部下や組織のゴルファー、世界のゴルファーたちを刺客として猿にさしむける。相当な財力を有しており、ゴルフ界の影の実力者として認知されている。テレビ出演してゴルフについて語る場面も描かれている。帽子、グローブ、愛車のエンブレムには鉤十字に蛇の輪郭をあしらったマークが付いている（このマークが付いたボールはミスターXをはじめ、多くの影のプロゴルファーが使用している）。
影の組織の首領らしく冷徹な男ではあるが、ときに猿に対し不思議な優しさを見せることもある。「スーパーGOLFワールドへの挑戦!!」では緊急事態への対処を猿に依頼している。猿と交わした契約は律儀に守る紳士的な面もある一方で、小丸を誘拐する犯罪者的な面もある。
ゴルファーとしても相当な腕前を持っており、『ミスターXの罠』の巻では2番アイアンという打ちづらいグラブを使い、180ヤードのグリーンを直接狙って見事ワンオンしている。
猿のアマチュア選手権への出場許可証を手配した一方で、賞金授受がアマチュアの規定に反することを知りながら、鹿島の見ている前で猿に賭けゴルフを申し込むなどの罠を仕掛ける。漫画ではマッド・マッスル戦を最後に実質的な出番は終了。その後の登場は猿の見た悪夢と最終回の扉絵及び最終ページのみである。鹿島とは不仲。
アニメでは、プロテスト最終日を描いた第1シリーズ最終話まで登場。漫画同様の冷酷漢だが、終盤では組織の目的よりも部下の生命を優先するなど、より人間らしい内面がクローズアップされている。最終話のラストでは、絶望的な状況下で見事にプロテストを制した猿の不屈のプレーを心から称賛。猿との将来の再会を夢見つつ、長きにわたる猿への挑戦から手を引いた（素顔や正体に関しては最後まで明かされることがなく謎のままである）。
コング・拳（コング・けん）
声 - 西尾徳
怪力を誇る野球選手だったが、シーズンオフのゴルフ中に人身事故を起こし引退。ミスターXが密かにゴルフ修業を積ませた。猿とドライビング競争の勝負を行う。野球バットでゴルフボールを打つ豪快なドライビングショットは300ヤードを優に超える。猿との勝負の後は主に影プロ側のキャディやミスターXの運転手として頻繁に登場している。漫画連載当時の名称は「フラン拳」。「スーパーGOLFワールドへの挑戦!!」で対戦相手として再登場した。
闇兵衛（やみべえ）
声 - 中尾隆聖
盲目のパット名人。パター職人・左甚五斎の弟子だったが、ある時、師の傑作の一つ「村正（後述の『正宗』と対を成す漆黒のパター。スィートスポットに当たると刀で斬ったような共鳴音を発する）」を持ち逃げした。通称「闇の市」。「スーパーGOLFワールドへの挑戦!!」で対戦相手として再登場。
アニメでは目隠しで勝負に挑み、猿に初の黒星をつけた。
キャプテン・イーグル
声 - 原田一夫
アルコール中毒で選手生命を絶たれたアメリカの元プロで剣崎のコーチ。1930年生まれで1953年プロに転向し1958年にマスターズ・トーナメントに出場。フェード・ボールを得意とする。「黄金仮面」として冷静なプレーで、猿に勝利した（作中で猿が敗れるのは初）。ボビー・ジョーンズの「勝った試合からは何も得るものはないが、負けた試合からは多くのことを学ぶ!!」という言葉を猿に語る。ドライビング競争でわざと負け、黄金仮面に再挑戦するチャンスを与える。
アニメでは後に断酒し、シャドウ・マスターズ3回戦で紅蜂に勝利するものの、準決勝でキング・シーザーに8ホールの死闘の末敗れた。しかしその強さは影プロの中でも一目置かれており、後述のアストロ・ドームにいた影プロたちが「黄金仮面」の正体を知って狼狽するシーンがある。
紅蜂（べにばち）
声 - 平野文、横沢啓子（特番）
「恐怖の紅蜂（べにばち）」と呼ばれる影のゴルファー。容姿端麗な女性で、肩にインコを乗せている。細身のクラブ「赤い毒針」を愛用する。剣崎との対戦時には紅初子（くれないはつこ）と名乗ったが本名かどうかは不明。
初登場時には、ゴルフ素人の偶然と見せかけて猿のドライバーのヘッドの根元にヒビを入れた。猿との対戦後は、猿に味方する場面も多く描かれている。連載初期に親も兄弟もいないと語る場面があるが、シャドウ・マスターズ編に妹を名乗る人物が登場する。
以下はアニメのみの事項。ヌンチャクドライバーや猿の作ったクニャクニャドライバーを手にしてすぐ使いこなした（曲打ちで変奇プロに対抗できるヒントを与えてくれた）。「ミス・スネイク」として猿に敗北後、ゴルフ寺で修行を受ける。シャドウ・マスターズではコブラを圧倒した（3回戦で黄金仮面に敗退）。猿がドラゴンと対戦した後はXの下を離れ、ドラゴンが修業した寺や球斉の下で修業し、猿と再戦して勝利を収める。その後はミスターXの所へ戻り、シャドウ・トレーニング・センターの館長として後進の指導をし、影プロを猿の元へ送り込んでいる。
竜
声 - 田中秀幸、小林清志（特番）
香港から来た功夫ゴルファー「ドラゴン打ちの竜」。影の組織最強の刺客。パワー、テクニック、タフさを備え、ショットも非常に正確。「ヌンチャクドライバー」「トンファーウエッジ」「三節棍アイアン」などの武器とカンフーを駆使したプレースタイルで猿を苦しめる。武道家のため、勝負に対しては非常にストイックでフェアで馬鹿正直。「運」をも呼び込む猿を最大限に評価し、一番の強敵と認める。互いに死力を尽くした勝負を展開し、決着後に疲労と気の緩みから猿が意識を失い倒れたほどの強敵。竜の方は猿を笑顔で見守っており、体力は猿を上回っていた。
アニメではミスターXが紅蜂と中国大陸を巡幸し、各地でドラゴンと名乗る人物の腕を試しつつ、とある寺院でゴルフや武術の修業に励んでいる目当てのドラゴンを見つけ、猿に勝負を挑むべく説得した。
死神
声 - 広瀬正志
プレー相手を競技中の事故を装って暗殺することから、フェアウェイの殺し屋「黒い死神」の異名をとる。ミスターXにより、猿に止めを刺す目的で派遣された刺客。自宅の練習場と、アマチュア選手権予選後の1番ホールで練習をしている時の二度も遭遇し、アマチュア選手権優勝後に崩山カントリークラブ（建設中止のコース）で猿と対決。しかし、最終的には自ら打った球で誤って絶命。正体は日影で、元々プロを目指していたが、ミスターXと契約し、影のゴルファーとなった。コーヒーの味にはうるさく、ブラックしか飲まない。喫茶店「ブラニガン」でコーヒーの味が気に入らず、店長にクレームをつけた。
アニメでは殺し屋の設定は対戦相手が自信を無くしてゴルフを引退するようになるという抑えたものになり、コーヒー通の設定もない。死神としての対決もアマチュア選手権予選後となる。その最後も猿と対戦して敗れた後日に日影として決勝16番ホールで棄権するまでは同じだが死ぬ事はなく、後に修羅球寺に出家して球心に師事し、道心を名乗る。ショットの腕としては死神の鎌に見立てたアイアンを使った「死神殺法」で、猿も死神のスイングの度に眩暈を起こして危うく幻覚症状を起こしそうになる程だった。
スナイパー・ジョー
声 - 仁内建之
SWAT出身。ミスターXがアメリカから招聘した。黒い眼帯を着用。クラブにスコープをつける。猿谷で旗つつみの練習中にグリーンに落ちているボールを狙い撃ちして破壊する。
以下はアニメのみの事項。霧が深くなるとノクトビジョンを装着する。紅蜂と同じく猿には組織に入ってほしくないと思っている。猿のことを「君なら優秀なSWAT隊員になれる」と賞賛して去っていった。シャドウマスターズではベスト8まで勝ち残り、猿と対決を挑んだ者に辞めておけと忠告している。
変奇プロ（へんきプロ）
声 - 塩沢兼人
「挑戦! 曲打ち打法」の回に登場する曲打ちのプロ。シャフトが曲がるドライバー「クニャクニャドライバー」や、ハンマーのような形のクラブ「パワーポッド」など、特殊なクラブを自在に操る。猿とドライビング競争で勝負する。「スーパーGOLFワールドへの挑戦!!」で再登場した際に影のゴルファーであることが語られた。
アニメではサドンデスルールで勝負する。
ビッグ・ミートボール
声 - 加藤治
「恐怖のノンストップ・グリーン」の回に登場。アメリカからやってきた悪役プロレスラーからの転向者。肥満体型だがスピンボールを打つのが得意でニアピンには滅法強い。コンクリートグリーンで止まる雲丹球を開発するが、摩擦熱でボールが火をふく猿の強烈なスピンショットにより敗れる。
タイタン
声 - 二又一成
「恐怖のスーパーゴルフ・マシーン」の回で初登場するゴルフ・マシーン。方向、角度、距離を設定するだけでどんなショットもこなすことができ、設定次第で300メートル以上を飛ばせる性能を持つ。生身の人間と異なり、心理的プレッシャーは皆無でミスを起こすことはない。天候の影響を考慮していなかったため、猿との試合で3球目を外し敗れた。
「スーパーGOLFワールドへの挑戦!!」にGOLFワールドの言葉を喋るシステムコンピュータとして再登場し、反乱を起こした。
アニメでは喋る機能は最初から搭載されている。初登場時には打球勝負では猿に勝利したが、ラウンド勝負に敗れ、氷川博士に壊された。アニメ映画『スーパーGOLFワールドへの挑戦!!』では「タイタンII」の名称で登場。
氷川
声 - 納谷六朗
「タイタン」の開発者。「タイタンこそ完全なプロゴルファー」という持論を展開する。
テレビアニメでは後にゴルフ用強化スーツ「タイタンIII」が登場し、開発者の氷川自らが装備し猿に挑んだ。アニメでは、タイタン以外にも組織によるゴルフコースやシャドウトレーニングセンターの建設・開発にも関わっている重要人物という設定。部下の失態の連帯責任を取ろうとした際に、業績に免じて不問になるという場面も描かれた。
小竜鬼（小龍鬼：しょうりゅうき）
声 - つかせのりこ
竜の弟子。ハイジャック犯を「スルジン蛟竜打（琉球古武術のスルジン術による）」で退治した。シャドウ・マスターズの極東地区代表をかけた対戦相手。トンファー・パター等を駆使する。嵐が浜カントリーの9番ホールでショット前に転落し命を落とす。
アニメでは小飛猿（しょうひえん）という名前で、京劇の俳優からゴルファーに転向し、アメリカで訓練をした後に猿と香港で孫悟空の風貌で勝負に挑んだ。最後は海に落ちそうになって縁にしがみついて助かったものの、ショットが海に落ちたため試合を棄権した。
アストロ・ドームにいた影プロたち
声 - 橋本晃一（シャーク）、佐藤正治（コブラ）
クレーゴルフで賞金をかけて猿が勝負に挑む（名前が分っているのは途中で敗退したビッグパパのみ。アニメでは「シャーク」「コブラ（コミック版の「ビッグパパ」）」が猿との勝負に参加）。
ブラック・エイプ
声 - 鈴置洋孝
シャドウ・マスターズの猿の1回戦の相手。通称「南アの黒い猿」。FFランドでは「ブラウン・エイプ」に変更されている。猿との試合前に椰子の木に登り、距離の目測をしていた。アニメではおっちゃんから猿の情報を手に入れ、モノマネショットが得意で猿の得意技まで真似した。
レッド・スコルピオ
声 - 山本百合子
シャドウ・マスターズの猿の2回戦の相手。砂の中からアメフト選手の格好をして出現。不気味な声を出す。猿戦は十中八九勝利が確定していたがミスショットにより敗北する。正体は紅蜂の妹で、姉の敗北のお返しをするつもりだったことを猿に明かす。対戦前夜にも猿と会っている。
キング・シーザー
声 - 中田譲治
影のプロゴルファーの帝王で、シャドウ・マスターズの猿の3回戦の相手。ジャック・ニクラウスを思わせる風貌と、帝王に違わぬゴルフの腕前を持ち、シャドウ・マスターズの4回連続の優勝の記録を持つ。10年以上前に全英オープンに出場し、2日目の途中までニクラウスに肉迫する展開になったが、様々な不運に見舞われ、予選通過は叶わなかった。ボルケーノ・コースで3番ホールの「マグマ」まで進んだところで火山の噴火により試合は中止。後にオールアメリカン・ゴルフクラブで再試合を行う。体中が燃えるような闘志を持ち、スクリューボールやサンダーボールを得意とする。
アンジェロ
声 - 笹岡繁蔵
キング・シーザーのキャディを務める。距離の測定を遠目で一瞬ではじき出す優れた頭脳を持つ。
キッド
オール・アメリカン・カントリークラブにいるキング・シーザーの少年のキャディ。

銀仮面
忍者軍団に勝利した猿に対し、ミスターXが用意していた刺客。「影のプロゴルファービッグ5」の一人。
ホワイト・マッスル
ゴリラ軍団の一員。J・T・P・Cプロアマ大会で猿やおっちゃんと同じ組としてコースを回った。パワーはあるが技術面、精神面ではまだ未熟らしく、キャディを務めたマッドに厳しく指導されていた。大会途中でミスターXから、ホワイトの方がマッドの専属キャディであること、彼らが影のプロゴルファーであることが明かされた。
マッド・マッスル
ホワイト・マッスル同様、ゴリラ軍団の一員で、フロリダ出身の怪力ゴルファー。紅蜂が「ドラゴンやキング・シーザーに匹敵する強敵。パワーでは彼らに勝る」と評したとおり、その強烈なショットは地面にボールをめり込ませるほどに強力な上に、それを使って自身のイニシャル（M・M）を描けるという正確なテクニックも持ち合わせている。試合では腕のプロテクターに装着する特殊なクラブを使用する。作中に登場する影のゴルファーとしては最後の対戦相手となった。

#### アニメのみに登場する影の組織の関係者
忍者★
声 - 速水奨、西村智博
アニメに登場。アマチュアゴルフ選手権でXの命令により、カナリアを手なずけて、小丸の持っている正宗を奪い去る（漫画ではホトトギスを追いかけているうちに小丸が正宗を紛失する）。猿がパット病を克服すると、用がなくなった政宗を手放した。この後にも度々猿たちの動きを見張っている。
時田（ときた）★
アニメに登場する氷川の部下。改造された崩山カントリーでダーティ・ジミーの指示により、猿に不利になるようにコースのコンディションの操作をする。
シャーク・キラー★
声 - 小林清志
アニメ版でのシャドウ・マスターズの猿の3回戦の相手。元々鮫狩りを職業にしていたが、後に影のゴルファーに転向。ボートのオールをクラブ代わりに使っている。水中ショットを得意とする。猿との試合の最中にホワイトデビル（後述）に遭遇し、弟の仇を討つために試合を一旦中断するも、再度の格闘の末、ホワイトデビルを追うために試合を棄権する。
トマホーク★
声 - 中尾隆聖
アニメ版でのシャドウ・マスターズの猿の準決勝の密林島での相手。ミスターXにより招待されたアメリカ・インディアンの選手。スペシャル版では「レッド・ホーク（声 - 中尾隆聖）」が登場したが、オール・アメリカン・コースでの猿との試合後に死んだことになっている。ニューサイクロンP（グリーンを削りながらボールをカップインさせる）を得意とする。
ホワイト・ベア★
声 - 森功至
アニメ第41話「氷の上の対決」に登場。ミスターXによってリゾート地の開発のために使用できなくなった猿谷ゴルフ場をめぐって対戦。カナダのアイスホッケーチームのキーパーから影のゴルファーに転向。スティックをクラブ代わりにし、鋲のついたスパイクボールを打つ。得意技はスピン打法。
斎明寺高麿（さいみょうじ たかまろ）★
声 - 上恭ノ介
公家の格好をしていて、ゴルフ特訓道場を道場破りのために訪れた。日本古来の鞠打ち（万利宇治）の技を使用。
影野小次郎（かげのこじろう）★
声 - 堀川亮
影の組織の指令により、ゴルフ特訓道場の訓練の合間の休暇で家族で温泉旅行に出かけている猿たちに近づく。表の世界ではゴルフのそれなりの実績があり、ロングドライバーで必殺技「つばめ返し」を使って長距離を飛ばし、パットの腕前も優れている。猿の姉に好意を抱いている。
ダーティー・ジミー★
声 - 笹岡繁蔵
影の組織にいたが破門され、突然猿に勝負を挑んだ人物。常に不敵な笑みを浮かべおり、イカサマを使って猿に勝とうとする。
木花（ミスター・ドンキホーテ）★
声 - 大木民夫
かつて影プロとして活躍した老人ゴルファー。影の組織の老人、病人リストに名を連ねていたが、老いてなお気骨あるゴルフは紅蜂に高く評価され、猿への刺客として選ばれた。旗包みと全く同じ「風車打ち」という必殺技を使う。半田（声 - 田原アルノ）という付き人をキャディとして連れている。
流喬四郎（ながれ きょうしろう）★
声 - 難波圭一
元々大海浜カントリークラブのキャディを務めていたが、影の組織と契約してシャドウ・トレーニング・センターに入った。後にアメリカでゴルフの修業をし、2年の間に全米アマチュアゴルフ選手権で優勝するなどの実績を積んだ。ミスターXの指示により日本へプロテスト受験のために帰国した。流は猿たちと共に決勝進出を果たした後に、以前から患っていた心臓病による苦痛に耐えながらも、ミスターXが猿と交わした契約と絡めて勝敗を付けることになった。

### 本作品に登場する著名なゴルファー
※版によっては名前が変えられたか削除されたり、別の人物の名前に置き換えられたものもある。
世界のゴルファー
- ジャック・ニクラウス - ゴルフ界の帝王。ベン・ニコルス（ベン・クレンショー）が竜と対戦して敗れた時、ミスターXに1万ドルの小切手を手渡した。アマチュアゴルフ選手権で優勝（カップと名誉が得られるだけで賞金はなし）した猿が、ワールドシリーズで優勝して10万ドル（連載当時のレートで約3,000万円）を獲得した彼の記事を読んで羨ましがり、アマチュアから賞金稼ぎのプロに転向する決意をした。
- トム・ワトソン - 1977年のマスターズ・トーナメントでニクラウスを下し優勝。この試合をテレビで見た猿は、将来マスターズに出場する事を宣言した。ゴルフ特訓道場での最終テストにおいて、猿の最高のショットを決めながら勝負をしたいという言葉に刺激された鷹巣は、以前テレビで観た全英オープンの試合にてトムに敗れたニクラウスの「自分は最高のプレーをしながら敗れたのだから悔いはない!」とトムを賞賛した事を思い出し、共に悔いを残さない勝負に勤しむ決心をした。
- セベ・バレステロス - 1980年のマスターズ・トーナメントでジャック・ニクラスの23歳2ヶ月を更新する史上最年少の23歳4日 で優勝（現在はタイガー・ウッズの21歳3ヶ月が最年少記録）。猿がボールに彼の写真を貼り付けてショットを打った事がある。猿がマスターズ・トーナメント開催期間中の練習日の16番ホールで賞金をかけて勝負を挑み、パターを使った驚くべきショットで勝利を収めた。
- ハル・サットン - ニクラウス2世と呼ばれた人物。オール・アメリカン・カントリークラブで猿と同じカートに同乗していたのはそっくりの人物。
- マーク・オメーラ
- ポール・ハン・ジュニア - 曲打ちクラブの名手。
- ゲーリー・プレーヤー - 南アの黒豹と呼ばれた。黄金仮面との再試合の勝利の際、「私は、やたらに冒険はしない。しかし、この一打で優勝が決まるというときには、全力をふりしぼってその一打に勝負をかける!!」を猿たちに金言を話した。
- デビッド・ウェーバー - 510ヤードを飛ばした記録を持つ。
- グラハム・マーシュ - 元数学教師の渡り鳥ゴルファー。1974年に日本の3つ（連載時。同年ブリヂストンオープンゴルフトーナメントでも優勝）のトーナメント（フジサンケイクラシック、ダンロップゴルフトーナメント、ペプシトーナメント）で優勝。※この箇所は後の版ではページごとカットされている。その後も名前が登場する。
- 呂良煥 - 1974年春の総武国際オープン・トーナメントで、激しい風雨に見舞われながらも優勝を飾った。※後の版ではページごとカットされている。
- ボビー・ジョーンズ - 球聖と呼ばれている。黄金仮面との初の敗北「勝った試合からは何も得るものはないが、負けた試合からは多くのことを学ぶ!!（アニメでは若葉に黄金仮面からの受け売りの言葉として説明した）」と、竜との対戦で負けが込んだとき「私は機械ではないから、一ラウンドに、ミスを二つか、三つは必ずすることを覚悟している!!だからミスをしても、くさったり勝負をあきらめたりしない!!むしろ、そのミスが私の闘志を燃やし、ベストのゴルフをするようにかりたててくれるのだ!!」、そしてプロテストの合格「ゴルフで最大の味方は自分であるが、最大の敵もまた自分である!」の計三回、格言が登場する。
- アーノルド・パーマー - かつてマスターズ・トーナメントで前述するキャプテン・イーグルと肉薄する腕前を持ったプロゴルファー。竜との対戦で中丸が託した「ポケットゴルフ金言集」により、9番ホールの2打目をミスした時の「いかなる時も、けっしてゲームを捨てるな!! 最後のパットをカップ・インするまで攻撃（チャージ）せよ!!」を忘れずに最後のパットをカップインして竜との死闘に勝利した。
- ローラ・ボー - 「グリーンの妖精」と呼ばれた美少女プロゴルファー。猿がポスターにキスしようとして大丸たちにクラブで殴られる。
- ジョニー・ミラー - 富士城カントリーの4番ホールの対戦相手の二宅のフォームがジョニー・ミラーそっくりに見えた。その他にも間違ったトレーニングが原因で不調に陥った選手の例としても語られた。
- トム・ワイスコフ
- ミラー・バーバー
- ベン・クレンショー - ライバル達（前述）の項目を参照。
- リー・トレビノ - トップ・プロになる前は、5番アイアン一本で賭けゴルフをしたハスラーだった。
- デイブ・ストックトン
- ウォルター・ヘーゲン - 竜との対戦で猿が4番ホールの一打目でOBになりかけ、崖っぷちで一つ間違えれば転落死は免れない危険な位置にあるボールを打つ際に、一度は紅蜂やミスターXに止められたが、「ゴルフには勇気が必要だ!!特に勝つためには、時には不可能とも思われるショットに挑戦しなければならない!!」の中丸が託した金言集の台詞をミスターXたちに提示した。
- サム・スニード - 独自のパットスタイルを編み出し、中丸もこれに倣った。竜も猿の試合で、7番ホールで猿の不振に伴い、勝てると意気込んでいたものの、下りのパットが転がり次第でカップからさらに遠ざかる事で、いかに危険だということを格言「私がゴルフで最も恐れるのは、下りのパットである!!」により思い知らされ、3パットをして猿とスコアが並んだ。富士城カントリーの1番ホールでアシスタント軍団の四蛾と対戦したときには、四蛾が2連続OBを出した場面でも「練習場で、いくらナイス・ショットを打っても、それをコースで生かさなければ意味がない!!」の格言が登場する。
- ダグ・サンダース - 電話ボックス内でもできる位のコンパクトなスイングにより、正確なショットを狙える電話（テレホン）ボックス・スイングを編み出した。
- ジョー・ドブソン - 1958年に6歳3ヶ月1日で最年少のホールインワンを獲得（現在の最年少記録は1997年6月17日に達成したマット・ドレイパーの5歳212日）。
- クロード・ハーモン - 1931年に8連続バーディ・9番ホールはイーグルと9ホール連続アンダー・パーで世界記録を樹立。
- ビリー・キャスパー - アーノルド・パーマーに大差を付けられつつも、最終的には逆転優勝を遂げた人物。
- トニー・ジャクリン - カナダの38階建ての超高層ビルから356メートルを飛ばした。
- ヒューバート・グリーン
- トニー・レマ - 「俺が勝ったらシャンペンを奢るよ」と豪語した事で「シャンペン・トニー」のあだ名が付いた。無名の時代にとあるスポンサーと契約したが、試合に勝つごとに莫大な配当金を要求され、後にスポンサーとの契約を打ち切るために天文学的な違約金を支払う事になった。猿が真のプロになるためのミスターXによる好条件の援助を受けようとした時に、紅蜂の忠告に加え、鹿島会長がトニーの例を引き合いに出し、猿に安易に契約を結ぶ事の危険性を告げた。なお、トニーは自家用機の墜落により、32歳の若さで亡くなった。アニメでは竜との対戦で中丸が提示したトニーの金言「トラブルに向かって打て」により、崖を越えるための鉄則を猿は誓った。これに対して竜は「虎穴に入らずんば虎子を得ず」と自国の諺を例えた。
- ボブ・チャールズ - 左利きで初めて全英オープンに優勝した。
- エバン・ウィリアムス - 世界一の飛ばし屋プロだが、飛ばしすぎでコースへ出てもスコアがまとまらないのが悩みの種。
- トム・カイト
- ヘイル・アーウィン
- リック・マッセンゲール
- レイ・フロイド
- ジーン・サラゼン - 猿がジャック・ニクラウスとの対戦を夢み、マスターズ・トーナメントの15番ホールでダブルイーグルを記録した彼のシーンと重ね合わせた。
- グレッグ・ノーマン
- ベン・アルダ
- アンディ・フランクス - アメリカで開催されたドライバーショットのNo.1を決めるコンテストで317メートルを記録した。
- カルビン・ピート - 練習日にセベ・バレステロスたちと1ラウンドを回った。黒人でUSAツアープロのNo.1。
- クレイグ・スタドラー - 顔・体躯から「セイウチ」のニックネームを持つ。1982年に賞金王に輝く。
- クレイグ・ウッド - 1935年のマスターズ・トーナメントでジーン・サラゼンに3打差をつけたが、ジーンのダブルイーグルによってプレーオフに持ち越され、ジーンが勝利した。
- ジョー・カークウッド - オーストラリア出身のプロゴルファー。1923～1933年にかけて13度もPGAツアー大会で優勝。日本には1938年に来訪している。アニメ版の竜との対戦で、3番ホールの「竜の爪」で爪の間を通そうとする猿に対し、中丸は「一番難しいのは真っすぐ飛ぶボールである」とジョーの金言を説明し、危険を避けるべきだと諭したが、猿は相手と同じことをしたら負けだと自分のやり方を貫いた。

日本人ゴルファー
- コンコルド青木 - 剣崎健と同様、フェードボールのショットを得意としたゴルファー。
- ジャンボ尾崎
- リトル河野
- 島田幸作
- 前田新作
- 尾崎直道
- 尾崎健夫
- 新井規矩雄
- 中村通
- 中島常幸 - 猿のアマチュアゴルフ選手権出場が決まると、すっかり優勝を取った気になっている猿に、中丸は中島が猛練習を積んで念願のプロを勝ち取るまでの軌跡を長々と説明し、影響を受けた猿は予選の日までに猿谷にこもって猛練習に励んだ。※中島プロについての説明は後の版で全てカットされている。
  - 1978年のマスターズ・トーナメントの13番ホールで中島プロが13打を叩いたことを想起させるように、猿もプロテストの2日目の13番ホールにて数々のミスを重ね、11打でホールアウトした。

- 安田春雄 - パット病に悩まされて優勝争いに加われなかった時期があった（本人の説明は後の版では他の文章に置き換えられている）。
- 倉本昌弘
- 村上隆 - 寄せの魔術師と呼ばれている。
- 杉原輝雄 - フェアウェイの運び屋と呼ばれる。
- 内田繁 - 1973年の総武国際オープン・トーナメントで尾崎将司と同スコアでプレー・オフになった後にサドンデスの18番ホールでイーグルを決めて優勝。
- 小針春芳 - 10センチ以上の背の高いティーでショットを打った。
- 中山徹 - プロボウラー中山りつ子の弟。
- 中村寅吉 - パター一本でティーショットからパットに至るまで1ラウンドを回り、アンダー・パーを獲得した実績を持つ。
- 藤木三郎 - 中丸が一回目のプロテストで不合格になった藤木の例を引き合いに出したうえで、猿にプロになってもらうように檄を飛ばした。
- 白井吉治 - 6回目の受験にしてプロの資格を得る。
- 樋口久子 - ゴルフ特訓道場へ向かう途中の電車の中で、猿が目を付けたスポーツ新聞に載っていた女子ゴルファー。
- 金井清一

### その他
キャディ
声 - 片岡富枝、矢崎えりい、星野美奈子、平山せい
ゴルフ場でクラブの入ったバッグを運んだり、コースの距離等の案内をする役割を持つ。猿のキャディは、弟たちが担う事が多い（ゴルフ場専属のキャディを付けるとキャディ・フィという手数料を支払う事になるため）。黄金仮面と最初に対戦した時には、猿が林へ打ち込んだボールを捜そうとして、大丸がドライバーを放り出してしまい、雨で濡れたグリップによるショットが元でミスを重ねて敗れた。紅蜂との試合では小丸がクリークを担ぎ、勝利を決めるショットのために猿に渡した。アニメ版で猿が紅蜂とラウンドを回る時に、大丸と小丸は彼女のクラブを持っている。竜と対戦した時には中丸たちが来ない代わりに紅蜂がキャディを務め、キャディの本分の他に中丸が託した金言集による助言を猿にしたり、ストレスで気持ちが荒んだ猿を慰めたりもした。アマチュアゴルフ選手権では決勝の4番ホールでのロングパットで、猿が芝目で迷っている時に、大丸はまっすぐ打ったほうが良いというアドバイスで4連続バーディを達成したが、後に大丸はいなくなった小丸を探す事に気を取られ、パット等の肝心な時に猿にクラブを渡す事ができなかった。小丸は捻挫をした大丸の代わりに正宗とクリークを猿に渡すように使いとして頼まれたが、途中で正宗を紛失し、猿にはクリークだけ届けて大丸たちの方へ戻っていった。後に正宗が見つかると、大丸たちはクラブハウスへ戻って、中丸は正宗を持って猿の方へ急ぎ、キャディとして合流した。ゴルフ特訓道場の最終テストで鷹巣との試合では、自分のクラブを鷹巣に預けている。プロテストでは、関係者以外はホールをまわる事を禁じている代わりに専門のキャディが付いており、最終日の18番ホールでは猿が西郷のミスショットの直撃を額に受けて意識が朦朧としている中、キャディの助言で2打目をカップインしてプロテスト合格を果たした。『プロゴルファー猿FOREVER』ならびに続編の『サル』では猿自らキャディを務めた事もある。
インコ
紅蜂が飼っているインコ。「スーパーGOLFワールドへの挑戦!!」ではカンクローと共に猿のショットを助ける。
アニメではしゃべる他、応援もする。ゴルフ寺に拉致された紅蜂を救うために、猿谷にいる猿たちに助けを求めた。「ネネ」という名前がついている。
ニホンザル
山に棲む動物のサルたち。干し芋が好物。雪のコースで負った足の怪我を治す野草ユキノシタや、隠し湯のありかを知らせてくれる。猿が隠し湯を見つけた時の「オーッ！ カプシプラスト！」は大正製薬の製品で、前川清出演のCMのセリフが使われている。プロテスト受験を目指した猿が特訓のために猿谷に入り、ズカズカと温泉に入られ、迷惑がっていたが、猿が練習を重ねていくうちにギャラリーに加わっていった。
サソリ
シャドウ・アイランドのデザート・コースで小丸の足元にいた生物。猿のショットで危険を回避したが、小丸はいたずらで中丸の顔面に投げつけた。
アニメでは試合の前日に、中丸がミスターXの指示で放たれたサソリに足元を襲われ入院して欠場することになり、おっちゃんが中丸の代理になった（後に中丸は付き添いの若葉と病院を出て、猿たちに合流）。
モンキー
キング・シーザーとの試合の前に、ホテルの裏庭に出現した尾長のサル（動物）。ショットが上手い。モンキーから猿は驚異的な打法を体得した。
ホワイトデビル★
アニメ版に登場。ホホジロザメの仲間。鮫狩りを職業としていたシャーク・キラーは死闘を繰り広げた末、弟と自分の片足を失い、血に染まった弟のスカーフを形見として身に着けている。猿はシャーク・キラーがホワイトデビルと格闘している最中、彼を救うべくボールを左目に打ち込んだ。最後はシャーク・キラーが用意した爆弾を搭載した赤いボールを猿に打ち込まれて退散。
ピエロ
「スーパーGOLFワールドへの挑戦!!」に登場。大丸が転がしたボールを追いかけた隙に、小丸は何者かに誘拐された。
ディンプルチャン★
声 - 田中真弓
アニメに登場。ゴルフボールの格好をしていて、眼鏡をかけている。時々ゴルフについて解説をする。甲高い声で、（〜であ〜る）の話し方が特徴。
ジョン★
声 - 塩沢兼人
アニメに登場。パターをくわえてパットをする。ゴエモンはガールフレンドを賭けてジョンと対戦した。
ナレーター★
声 - 野島昭生、渡部猛、肝付兼太（特番）
アニメに登場。

### 『プロゴルファー猿 FOREVER』の登場人物
安孫子素雄（藤子不二雄Ⓐ）
本作の作者。猿をキャディにしてゴルフをプレーする。
シルバー・ジョーズ
安孫子の前に立ちはだかったグレッグ・ノーマン似のハスラー。安孫子に代わり、キャディをしていた猿が勝負を引き受けた。強い向かい風を突き破るショットが得意。

### 『サル』の登場人物
サル
1978年に突如姿を消した元「天才少年ゴルファー」。長髪を紐で後ろに結んでいる。「アルコールには目がない」と自ら語るほどの大の酒好き。
正式なプロではない。1978年に猿が受験したプロテストは、悪天候で合格基準に達した者は猿だけだったため、他のテスト生からクレームが出て再試験を行うこととなる。しかし、猿は再試験を受けることなく日本を離れた。なお、現実社会においてはその後ツアープロになるための制度が変更され、作中とは異なっている。
ナカマル
猿の弟。己の知識の元で育て上げたゴルファーと、猿のどちらが優れたゴルファーかを競うべく、猿の敵となり現れる。

## 猿の用具
裸足
シューズを履かない猿の野生児ぶりを象徴するスタイルでもある（用具ではないが便宜上本項に記述）。足で芝目を読むこともできる（他にも鼻でコースがどうなっているのかを感じ取れる。くしゃみでブラインドの先には危険であると教えられる）。裸足であるがゆえにエチケットを重視するホテルの従業員から白い目で見られる事もある。
黄金仮面との一度目の対戦時に雨で足を滑らせる不覚を取り（黄金仮面が忠告したように、一般のゴルファーは専用のスパイクを履いているが、猿は裸足で挑んだ事による欠点を指摘される）、それが元で敗戦を喫するが、リターンマッチの際は、松脂をグリップ代わりに足の裏、手元に塗り、その欠点を克服した。
おっちゃんとの試合では雪に埋もれた木の枝が足に突き刺さって怪我をした末におっちゃんに敗れたが、竜との対戦まで練習の他、足の痛みを治癒する必要があり、動物のサルが見つけたユキノシタの湿布や温泉による足湯で対戦当日までに完治した。
ミス・スネークとの対戦では芝生に見立てた針山で当初は痛がる猿だったが、痛みをこらえながらどうにかショットを打った。
シャドウ・マスターズで決着をつけるはずだったキング・シーザーとの再試合にも、ナイアガラの滝に見立てたコースでシーザーが手を滑らせてドライバーを紛失した時に猿は松脂をクラブを持つ手に塗ったが、足に塗るのを忘れてショットの後に滑ってしまい、危うく滝壺に落ちそうになった。
アニメ版でのホワイト・ベアーとの試合では、3番ホールで凍結した急勾配の川で足元が滑る悪条件の中、猿の熱気が足元まで通じて滑らない状態でティーショットを成し遂げた。
『スーパーGOLFワールドへの挑戦!!』では、闇兵衛とのパットの再試合で、見た目は渦巻状のラインだが、足の裏で感じた芝目で、表向きはまやかしのラインで、実際は裏に隠されたラインがある事を認知した。
ドライバー
シャフトからヘッドまで全て木製で、猿の自作。ヘッドはコブ状の根部分を利用している。
パター「正宗」を得るまでは、これ1本でティーショットからパットまでこなしていた。これまでに3本登場している。1本目は連載初期から持っていたが、紅蜂に故意に傷つけられ、使い物にならなくなり、山狩りの末2本目を手に入れる。これも後の猿谷での練習の際、崖下に落としてしまい、損傷して使えなくなる。代わりの3本目の材料となる根を引き抜こうとしたがびくともせず、落雷で根元の岩が裂けた事により、「雷電」と名づけられた（全長45インチ）。なお、一度ドライバーを折る夢を見た事もあったが、これは大海浜温泉ホテルでオンボロの客室に移動させられたせいで見た悪夢だった。他にも三節棍に見立てたクニャクニャドライバーで変奇プロに挑んだ。
芝ゴルフ場でベン・ニコルスに出会った際、猿はベンに自分のドライバーを貸してボールを打たせたところ、性能の良さからドライバーの出来を褒められている。
剣崎が所有している高価なブラックシャフト（NASAが開発した炭素繊維による黒いシャフト）を賭けて猿谷ゴルフ場で勝負して手に入れたり、猿がドライバーを破損した際にミスターXから代わりとして、スーパーカーボンヘッドのドライバー（15万円）を一旦譲り受けたりしたが、これらのクラブは試合に使われたことがない。
試合以外では、ゴルフ特訓道場で当番に刃向かった罰として、死打室で二回生らによるショットの制裁を受けた後、腹いせにシャフトの柔らかめのドライバーを借りて一回目は外したものの、シャフトの癖を読んだ猿は二回目で標的のダミーにボールを命中させ、さらに何発もボールを打ち込んでダミーの顔を吹き飛ばしたこともある。
実際は他にも練習用のドライバーや、予備のクラブを何本か持っている（試合に使われているのは本番用）。
番外編ではレフティーのために左利き用のクラブを作った。
なお、実際にミズノ社が「猿のドライバー」を制作し、テレビ番組で青木功が250ヤードを飛ばした事が、文庫版1巻末で語られている。
パター「正宗」
左甚五斎の作品。パーシモンを削って作られた。スイートスポットに当たると鍔鳴りのような澄んだ共鳴音が出る。闇兵衛とのパット対決時に初登場。甚五斎から山で助けられたお礼として譲り受けた。闇兵衛との対戦後しばらくは再びパットもドライバーで行うスタイルに戻ったが、猿がパット病にかかった際に偶然発生した地震により発見され、ウッドドライバーと共に猿にとっては欠かせない武器の一つになった。アマチュアゴルフ選手権では正宗なしでパット病の危惧を感じながらもドライバー1本でパットを沈めて9連続バーディ（ただしアニメでは6,7番ホールでバーディを逃している）の記録を達成したが、正宗が戻った後の10番ホールで2パットをして直前のミス等も重なってひどいスコアでホールアウトしたため、トップだったはずの猿が日影のスコアに並んだ。ゴルフ特訓道場での最終テストではショットにも使った事がある。富士城カントリークラブでの岩餅鉄郎との試合でも彼に真似てパターでショットしたが、池にボールを落としてしまう。同じく二宅との試合では、バンカーで正宗を使い、チップインのイーグルで勝利した。ゴルフ特訓道場の二回生との試合では、猿と組んだ鷹巣や蟹沢教官は正宗を偽物呼ばわりしたが、これは他の訓練生に盗まれる事を危惧したためについた嘘である。
三連パターのようなもの
3パットメンの物に似せて竹ざお等にパターを繋いで作った三連パターもどき。いざ使うとパットが思うように入らないため、3パットメンとの試合では結局使わなかった。アニメでは3パットメンと同じように竹を組み合わせて作られたものを用いて、彼らから勝利を収めた。
クリーク
中丸が小丸用に作った5番ウッドだが、時々借りて使う。紅蜂との試合で決着をつけたクラブでもある。
サンドウェッジ
プロテスト受験前、猿が猿谷で特訓をしている間に中丸が作成したグリーンへのアプローチのための木製クラブ。「ウッドウェッジ」とも呼んでいた。フェイスに数本の溝が刻まれ、「あばれゴマ」や「底板やぶり」の技を編み出した。アニメではビッグ・ミートボールのヒントを元に作られたが、後のプロテスト2日目の17番ホールで木の根元にあったボールを打つ際に折れてしまった（似たケースとして、ゴルフ特訓道場での最終テストで猿と競った鷹巣が枯れ木の幹でアイアンをへし折るほどのフルスイングをしたことがある）。
ハンマー
ハンマー投げで使うような、チェーン（あるいは針金をねじったもの）にぶら下げたコンクリートの塊をヘッドにした、遠心力を利用して遠くに飛ばすためのクラブ。後にパットで頭を上げないための訓練に使われた。
オールマイティ
一見普通のアイアンだが、付属の鍵で角度を変えることで、一本で7種類のクラブ（ウッド〈1番:ドライバー、3番:スプーン〉、アイアン〈3,5,7,9番〉、パター）を再現できる市販高級クラブ。角丸デパートでのゴルフイベントで的である250ヤード先の風船を割ったため景品として入手。ただし、試合では一度も使用したことはない。アニメではおっちゃんもオールマイティ目当てに出場したが、チョロを出して観衆の前で恥をかく。結局猿が獲得し、おっちゃんにプレゼントした。
ティー
ティーショット（ティーは競技でティーグラウンドでのショット（1打目あるいは空振りの後やOBの打ち直しも含む）以外での使用は禁止されているが、本作品では例外も許されている場合もある）や、打順を決める時に使われる。試合ではプラスチック（または木）のティーを使うが練習ではコルク栓で代用している。猿谷ゴルフ場の3番ホール「死の谷」で小丸の口に乗せたボールを打った事もあるが、後の版では自分の足の親指と人差し指の間のティーに載せたボール（アニメでは吊橋がティーグラウンドになっている）に差し替えられている。おっちゃんは大雪での試合の間、猿が見ていない隙にフェアウェイでティーの代わりに雪を積み上げてボールを打ちやすくするインチキをした。竜との7番ホールでの対戦では、ティーの高さを誤ったため打球が伸びず、手前のバンカーに落とすミスを犯す。この経験に基づき、アマチュアゴルフ選手権の決勝の9番ホールでは、竜が取ったティーを低く前に傾ける方法により、向かい風でも安定したティーショットを打つ事ができた。同16番ホールでは大神がドライバーで高めのボールを打ったために3番目のバンカー上空のつむじ風に引っかかって落下したことから、猿は低めのティーショットを打つためにティーを地面ギリギリまで潜らせた。逆に、追い風の時はティーを高くしている。死神との試合では草ぼうぼうの中、ロングティーを借りた。その後、死神が猿を狙おうとした時に不慮の事故で瀕死の状態になった死神こと日影は、最期のショットを打つ際に猿に普通のティーを使わせた。レッド・スコルピオとの試合に勝利した猿がまだ見ぬ新たな敵に放ったショット、ならびに『スーパーGOLFワールドへの挑戦!!』の人工富士の頂上からのショットは、数少ないグリーンからのティーショットであった。キング・シーザーとの試合では、金門橋の下を水平にくぐり抜けるためにあえて長いティーを使用した。
アニメではカンクローを狙うためや、シャドウ・マスターズの三回戦でのシャーク・キラーとの対戦ではティーグラウンドがサンゴが生えている岩場になっていてティーが刺せない代わりに、小丸の一升瓶をティー代わりにした。同じようにホワイト・ベアーとの試合でティーグラウンドが凍結した状態で近くにあったツララをへし折ってティー代わりにした。
ボール
奥山カントリークラブに忍び込んで、くすねたロストボールを使用している。ボールには猿のマーク（中丸にマジックインクで書いてもらったもの。アニメでは猿が自分で似顔絵を書いている）が描かれている。たまにおっちゃんとの雪のコースでの試合で色のついたボール（連載当初は猿が赤でおっちゃんのが青色のボールだったが、後の版ではおっちゃんのボールだけ色が付いている）や、余興用のスモークボール（ゴルフボールの核となるセンターの代わりに火薬が仕込まれ、始球式で使われる）、水に浮くフロートボール、距離は伸びるが止まりにくいツーピースボール、距離が伸びる六角ディンプル、プロテストで自分の球ではないボール（誤球：ペナルティの対象になる）等のボールを打った事もある。
バーベル
大丸が筋トレで使っている棒の両端に大きな石を縛り付けたもの。アニメでは黄金仮面との試合の前日に猿がトレーニングで使用した。
ローラースケート
変奇プロとの対戦に使用。アニメでは姉ちゃんが小丸に買ってあげたものを借用。
タオル
汗や水滴を払拭するための道具。アマチュアゴルフ選手権の決勝の8番ホールで猿がパットをする際にヘッドアップの防止やパット病を恐れないためにキャディから借りた。
おもり
スイングの練習のために鉄の輪をヘッドに噛ませたり、ドライバーの飛距離を伸ばすためにヘッドの背面に鉛を貼り付けて使用する。
砂袋
体に身に着けてトレーニングをするための道具。腹巻にして腰に巻いたり、リュックサックに詰めたりする。
コーラ瓶
おっちゃんがスポンサーになっているジェロニモがクラブ代わりにしている。猿もジェロニモからコーラ瓶を借りてショットを打ったが思うようにボールが飛ばず、結局自分の愛用のドライバーを試合で使った。マッド・マッスルとの試合では、猿がジェロニモのコーラ瓶を使ったショットを思い出し、小丸の『白雪』の一升瓶でグラス・バンカーからボールを掬い出した。
草履
アニメ版で猿はシャドウ・マスターズの三回戦ではシャーク・キラーとの対戦で岩礁に足を滑らせて苦戦していたが、若葉が現地の子供たちのアドバイスを受けて椰子の葉を編んだ草履を猿に履かせた。

## 猿の技
※これらの技を組み合わせた「あわせ技」もある。
旗つつみ
猿の最も得意な技であり、作品中頻繁に登場する。カップの上で風にはためく旗にゴルフボールを命中させる。ボールは旗に包み込まれそのまま落下してカップインする。当然ながら、無風や風が舞い乱れている天候ではこの技は使えない。紅蜂との対戦ではまぐれなショットで打ったボールが、旗つつみになったケースもある。作中では先に打った敵ゴルファーのボールで旗竿を折られたり、最初から旗の中央に穴が開けられたり、旗を鉄板製にして技を封じられたこともある。また、猿の旗つつみ失敗から学び、対戦相手に盗用された事もある。ベン・ニコルスとのニアピン対決では、100メートルの標識に近づけようとしたものの、旗つつみの癖がついてフラッグの高さで狙ってしまって標識を大きくオーバーするミスを犯した。応用技として、ピン（カップに刺さった旗ざお）に当ててそのままチップインさせたり、木の茂みにぶつけて断崖にある幅の狭いフェアウェイに着地させる技もある。作者いわく自らゴルフをしていた時に、偶然ボールが旗に当たり包まれたのが元。
岩返し
岩にボールをぶつけて、その跳ね返りで狙った場所にボールを落とす。奥山カントリークラブの1番ホールのグリーン近くの岩肌には、猿がバンカーから何百回もボールをぶつけてカップインしようとした跡が残っている。大海浜カントリークラブの決勝の16番ホールではグリーン近くの岩が邪魔になったが、奥山カントリーでの練習を活かし、近くの岩肌にボールをぶつけてグリーンにオンした。

アニメにてゴルフ寺での球心との地獄めぐりで直接グリーンを狙えない代わりに、鍾乳石にボールを当ててオンに成功した。
ブレーキ打ち（松葉落とし）
木の枝などの障害物を貫通させることで球速を緩和し、飛距離を調節する打法。竜も5番ホールでボールで岩を削りつつもグリーンにオンした。ジェロニモも猿とは別に独自に編み出した。ゴルフ特訓道場での最終テストでは、幅の狭いフェアウェイにボールを着地させるために、上部の木の枝葉にボールをぶつけて落とす荒技を使った。シャドウマスターズの1回戦でも椰子の葉を突き抜けたが、ツーピースボールはブレーキ打ちで速度を緩和しても止まりにくいという短所があり、大きくオーバーした。『スーパーGOLFワールドへの挑戦』では変奇プロとの対戦で、メリーゴーランドの屋根のグリーンをめがけ、中丸たちのいる観覧車の窓を突き破って速度を緩和してオンを達成した。
ウォーターショット
池からショットを放つのだが、水の抵抗やハザードにクラブを付ける（ソールする）とペナルティを喰らう規則もあり、猿でさえもマスターするのが困難だった。プロテストの二日目で、15番ホールのグリーンをオーバーして奥にある16番ホールの池に落としたときには、ウッドウェッジでのショットを二度も失敗し、ドライバーを使ってボールを出した。
試合前夜の練習で、プールの水面に浮かぶ満月を真っ二つにするショットを応用して、牙ヶ池カントリークラブの予備の19番ホールで蓮の葉を割ってどうにかグリーンに乗せたがあえなくイーグルでカップインをし損ねて賞金150万円を獲得しそびれたことがある。
カタパルト打法
傾斜を利用してカタパルトのようにクラブを滑らせて打つ。死神との試合では岩の傾斜がボールに当たるようにロングティーの高さを調整。球心師範と対戦した時は、卒塔婆の根元のボールを傾斜を利用してショットを決めた。レッド・スコルピオとの対戦ではボールが引っかかったアカシアの枝が、ちょうどグリーンの方向を指しているという中丸のアドバイスで、グリーンにオンした。
一本足打法
王選手や鷹巣が編み出し、猿も剣崎たちとの試合で1度成功しているが、練習では成功した試しがない。
モズ落とし（ひばり落とし）
上空を飛ぶモズが餌を狙うように落下するさまに見立てて高く打ち上げ、そのまま急降下させる打法（アニメでは上空のモズを狙う打法）。林や障害物を越える際や飛距離を加減する場合、もしくは無風で旗つつみが使えない状態に使用。距離が遠いもしくは風が強い時は使えない。ゴルフ特訓道場で編み出し、二回生との試合を勝利に導いた。小竜鬼との対戦では「もず落とし」、シャドウマスターズでは「ひばり落とし」と呼ばれた。
なお、高く打ち上げたが距離が伸びないミスショットは俗に「テンプラ」と呼ばれ、猿も打った事がある。
あばれゴマ、底板破り
ウェッジでボールを打ち上げた時にスピンをかける。だが、自分の体に当たってペナルティ（二罰打）を喰らった事もある。応用技として底板破りがあり、たらいの底を突き破る程の強烈なスピンをかけた事から名づけられた。ビッグ・ミートボールとの1オンでのニアピン対決（ホールインワンすら禁止）では、ボールが止まりにくいコンクリートでできたグリーンに底板破りでオンして勝利している。シャドウ・アイランドでのキング・シーザーとの試合では、ボルケーノコースのフラッグが鉄板で作られて旗つつみができないようにしてあったが、3番ホール「マグマ」では底板破りを併用して旗つつみに成功。しかし、カップに入る寸前に火山が噴火したため、ボールの行方は分らずじまいとなった。『スーパーGOLFワールドへの挑戦!!』では、人工富士の頂上のピンを狙う際に吹きつける強風に飛ばされないように、スクリューをかけたボールを飛ばした。
脱臼打法
柳生球斎をティーショットで負傷させた蛭田との試合でわざと肩の関節を脱臼させる事で飛距離を伸ばす打法。
衝撃波
猿が素振りを繰り返す事により、ヘッドの風圧でガラスを割る事ができた。しかし、小竜鬼はさらにガラスを乗せた石に亀裂を入れるほどのヘッドの風圧を与えた。
リード・シュート
アストロドームでのクレーゴルフの試合で、標的に先回りしてショットし、賞金を獲得した。これは『スーパーGOLFワールドへの挑戦!!』でも、コング・拳との対戦にてジェットコースターからミラーボールを狙う技法にも転用された。
大風車打ち
モンキーが尻尾を枝に巻きつけて回転しながら下のボールを打った事に発想を得て、猿が編み出した打法。シャドウ・マスターズにて、キング・シーザーのワープボールを凌駕するロングショットを成し遂げた。アニメ版で大金井カントリーの3番ホールで崖っぷちでスタンスが取れない時に木の枝にぶら下がってショットをした。
背面逆転打ち
キング・シーザーとの試合で小丸の絶叫のせいでショットをミスし、グリーンに乗り損ねて岩壁にボールが飛んでしまった。グリーンに向かってのアドレスが困難なため、グリーンに背を向けてショットを試み、オンに成功。シーザーも猿と同じ状況であえて岩壁にボールを打ち込み、同じように背面逆転打ちを使った。
水平はらい打ち
オール・アメリカン・カントリークラブでのシーザーとの再試合で金門橋の下をくぐり、アルカトラズ島のグリーンに乗せるために使用した。
低空飛行打ち
似たような技は、竜との対戦にて8番ホールで一度使った事があるが、『スーパーGOLFワールドへの挑戦!!』では人工富士の頂上めがけてショットをするために、強風にあおられない低空のショットを岩肌めがけて打ち込んだ弾みでカップインした。
旗やぶり
自分の腕を回転させながらスクリューボールを打って旗を突き破る技法（「旗つつみ」とは異なる）。
強運
技ではないが、「強者は幸運をも従える」と竜が言ったように猿は様々な強運をもたらした。主な例を示す。
- 竜ヶ峰カントリークラブの1番ホールで竜の牙にかかって崖に落ちるはずだったものの、縁で跳ね返ってグリーンにオンした。
- 同4番ホールでは風向きが変わってボールが落下してOBになる所を、断崖に突き出た岩にひっかかってOBを免れた。これもショットで直接カップインした。逆に2オンした竜はグリーンで3パットし、スコアが猿と並んだ。
- 同8番ホールでは2打目でグリーンを狙おうとするが、ドライバーでは高さが足りず、クリークでも足元のラフに負けると知り、結局ドライバーで岩にうまい角度で反射し、グリーンにオンした。逆に竜は1打目を近道の岩場にオンさせたが、試合の途中で大雨に祟られてエレベーターに避難している間にボールが岩場から転げ落ち、雨が止んで外へ出るとボールが「竜の足」元にあったのを見て、竜は自分の運が見放されたことを悟った。第2打目もグリーンにオンさせようとしたが、岩に跳ね返されてさらにグリーンから遠くなった。結局、これが元で猿に1打差をつけられることになった。
- 同9番ホールで崖を超えるショットを狙ったが、わずかに足りず、ボールが落ちるところを間歇泉が噴出した事により救われた。
- アマチュア選手権の予選が行われた、大海浜カントリークラブの2番ホールではティーショットでホールインワンを出した。逆に1番ホールでは絶好調だったはずのおっちゃんのボールがバンカーのアゴに引っかかって大たたきしたため、試合を棄権した。
- 同決勝の7番ホールはグリーンめがけてのショートカットに失敗してOBになりかけたが、暫定球を打った後に最初に打ったボールを探しに行ったところ、グリーンの近くの植え込みに運良く引っかかっていた（決勝の18番ホールの1打目が海に落下したのが猿にとっての初のOBになる）。
- 同決勝では17番ホールで安全なコースを選んだ剣崎と大神に対し、あえて猿は危険な上のコースを選んだ。嵐や礫との格闘で血まみれになった末、5打でホールアウトしたが、剣崎たちは同じ打数でグリーンに乗りながら、2パットでスコアを1打落とした。
- ゴルフ特訓道場の最終テストで巨大なバンカーにボールを落としてしまったが、偶然にも砂中の小山になっている場所に乗っかり、ティー・アップしている状態と同じだったため、バンカーから出すのが容易だった。鷹巣たちからの目線ではボールの状態が見えなかっただけに、脱出が困難なはずの猿のバンカーショットがうまくいった事に不思議がっていた。
- 奥山カントリークラブの2番ホールで猿が賞金を独占するために、相手に念力をかけてパットを外させた。剣崎と神楽のボールはカップを外れたが、大丸には念力は効かずに1パットを決められて猿と引き分けになり、賞金は次のホールに持ち越された。
- 奇怪カントリークラブの13番ホールの途中に2体の巨像があり、どちらかの像に空いている穴を通せばグリーンに達するが、片方は外れである。選択に迷った猿は、考えても仕方なく、ドライバーを放り投げて指した方の像を狙い、カップインして勝利した（アニメでは正解は逆になっており、ミス・スネークは安全策として真ん中を狙った）。
- シャドウ・マスターズでのキング・シーザーとの対戦で、1番ホールのグリーンでカップインすればシーザーの勝利という所で、火山による地響きでカップに入り損ねた。
- 黒魔霊死郎との対戦では、黒魔のボールがチップインするところをカップにいたミドリガメに跳ね返され、逆に猿のボールはパットでラインが外れたものの、運よく近くの小石にぶつかってカップインした。
- 忍が谷カントリーにて、影王丸との3番ホールの試合で、フラッグの中央が抜けて旗つつみの技が使えないようになっていたが、ピンの竿をへし折って竿を伝ってカップインさせる荒技をなして忍者軍団に勝利した。
- アニメ版で崩山カントリークラブでの死神との試合で草茫々の中、猿が草むらで苦戦して死神が有利な状況の中、死神の足元の岩を利用して（猿は岩返しだと言ったが厳密には岩面の反射を利用した強運である）カップインした。

関連事項（実演）
TBS系『ギミア・ぶれいく』で、日本を代表するプロ・ゴルファー青木功が、旗つつみと岩返しにチャレンジしたことがあるが、プロでも漫画の技はムリという結果に終わった（大型の旗を巨大な扇風機ではためかせてようやく命中した）。しかし藤子不二雄Ⓐはこの企画について、猿の技の多くが実行可能であると証明されたと解釈し、自身の思いつきが絵空事ではなかったことが分かってうれしかった、と回想している。

## 舞台
※コースの距離単位は、作品によりヤードとメートルが混在（併記）している。アニメではメートル表記に統一されている。
奥山カントリークラブ
猿の行動範囲にあり、最も出番の多いゴルフ場。猿はここでおっちゃんと出会う。剣崎は本ゴルフ場の社長の息子。猿谷カントリークラブと書かれることもあるが、猿谷ゴルフ場とは無関係。
猿谷（さるだに）ゴルフ場
猿が自分で造った自然の地形を利用したコース。別名「地獄谷」。1番から順番に「大鷲首」「アリ地獄」「死の谷」「谷くぐり（アニメでは白い蛇）」「中ノ島（アニメではスッポン沼）」（他にももう1ホールあるが名称不明で、一本足打法の練習をしようとして誤ってドライバーを谷底に落とす）。ラジウム鉱泉付き（混浴可）。白い蛇を除き、短いホールが特徴である（谷くぐりは詳細不明）。他にも両側に切り立った崖に挟まれたドライビングのための練習場もあり、テレビ番組への出演を決めるためのドライビング・コンテストを安古と鍋島で競った。日本オーガスタ・ナショナル・ゴルフクラブでのプロテストに備え、中丸の作成した「オーガスタのすべて」という虎の巻に基づいた訓練のための練習場（一点を狙うための木杭で囲まれたサークルやオーバーすると池に落ちる傾斜のついたグリーン）も作られている。なお、こことは別に猿谷家の庭では猿に内緒で中丸たちがパットの練習用のグリーンを作っている（アニメでは弟や若葉がグリーンの土台を造成していたほか、左甚五斎にグリーンのアンジュレーション（起伏）のアドバイスを受けている。芝は剣崎に予備のグリーンの芝を融通してもらった）。ベン・ニコルスとの試合では距離感をつかむために、目隠しの状態の猿に猿谷ゴルフ場のホールのカップまでの距離の目安を中丸にアドバイスしてもらった。アニメ版でホワイト・ベアーと試合をした時は、猿谷ゴルフ場のコースが冬の寒さで凍結した中で行われた。
芝生は剣崎の厚意提供により奥山カントリークラブと同じ物を使用している。
主な会員はおっちゃん、若葉、剣崎など。
奥山山麓の自衛隊演習地
コング・拳とドラコンで勝負した場所。300ヤードから先に地雷が埋め込まれている。
角丸デパート（アニメ版：デパート HIKARI）
猿が母ちゃんたちを買い物に連れて行ったデパート。屋上で催されたゴルフショーでは、黄金仮面がショットの腕前を披露した。アニメでは姉ちゃんが勤務している。
大金井カントリークラブ
ガイドブックにも記載がない会員専用のゴルフ場。猿たちは試合の前に下見をするが、支配人にとがめられる。コースはフェアウェイを密林が囲っている。黄金仮面と試合をするが、雨によるアクシデントで初の敗北を喫する。コースの見取図はコミック版では剣崎から、アニメでは紅蜂からもらっている。
嵐が山カントリー
風が強いコース。18番ホールのグリーンで闇兵衛とパットで対戦をした。アニメでは嵐が峰カントリーという名称で後に魔島親子とも対戦する。
蜂の巣カントリークラブ
紅蜂、ビッグ・ミートボールと対戦。ブラインドの多いコースが特徴。ミスターXの組織の本部にもなっている。おっちゃんや竜も紅蜂と試合をした事がある。
新東京国際空港（成田空港）
ベン・ニコルスが竜と対戦した空港。連載時（1975年）は開港前のため、東京国際空港（羽田空港）だった。
竜ヶ峰カントリークラブ
竜と死闘を繰り広げた場所。猿谷の北西にある二千メートルの高峰の頂上にあるゴルフ場で、それぞれのホールに竜の体の部分が形作られている。ファミコン版も含め、何度か登場している。アニメでは4番ホールまでが日本、5番ホール以降は中国での対決に分けられている。
大海浜カントリークラブ
海浜温泉市にある。海に面しており、海を利用したコースが多い。天気の良い日は風光明媚だが、荒天の時は過酷なコースになる。決勝戦（予選とは異なるコース）の16番ホールは一度落とすと前に出すのが困難な大きいバンカー（イギリスのゴルフ場の設計者チャールズ・H・アリソンが考案したことからアリソン・バンカーと呼ばれる）が等間隔に並び、「戦艦大和」の異名を持ち、少年サンデーコミックス版の第19巻の表紙にも使われている。18番ホールはアニメ版のオープニングでも使われている。アマチュアゴルフ選手権の舞台。後にプロを目指すために猿のライバルの大神はレッスン・プロの剛田の指導を受けていた。
崩山カントリー
崩山の麓にあるゴルフ場。工事途中で土砂災害に遭い、不況のあおりで3ホールだけしか造らずに放置されていた。2年が経過し、コースも雑草だらけで荒廃した状態になっている。鹿島会長らが視察に出かけたが、死神の襲撃を受けて退散し、猿と死神の対戦の場となった。
東京タワー
サクラテレビの安古ディレクターが企画した展望台（第一展望台上部、地上からの高さ130mほど）から猿がショットを打った場所。3発打ったが、最初は左にひっかけてビルの給水塔に落下、2打目はアパートの草涼子の寝室にある窓際の植木鉢（310m先）、最後に打ったのは世界新記録（350m超）に匹敵するが、ボールの消息が分からないため、記録は幻となった。
芝ゴルフ場 / ジャンボゴルフ（アニメ版）
芝公園の近くにあった大規模なゴルフ練習場。安古ディレクターに連れてってもらった。ここでベン・ニコルスと会い、ニアピンで勝負した。2001年9月30日をもって営業を終了し、現在は東京プリンスホテルパークタワーが建っている。
ホテル・パシフィック
猿たちが泊まったホテル。客室の設備の使い方をよく知らずに相次いでトラブルを起こしてしまう。最上階のレストランに裸足で入るところをスタッフに咎められるが、ミスターXが懇願して入れてもらっている。紅蜂と再会する。
富士城（ふじじょう）カントリー
城に見立てたクラブハウス、富士山を真正面に据えたコースが特徴。アシスタント軍団と対戦して勝利し、100万円を手に入れてしまったために、負けたらプロテストの受験資格を得るために研修生になる話はなくなった。
ゴルフ特訓道場
スパルタ教育で有名。シンボルマークはゴルフボールに太陽のシンボルを重ね合わせたもので、教官や研修生たちのトレーナーにも使われている。入口には、プロの心構えの象徴である巨岩に巨大なゴルフクラブのモニュメントを載せている。練習コースは「魔の四階段」と呼ばれるグリーンのある西コース3番ホール以外はいたって普通のコースである。最終テストはデビル（悪魔）コースと呼ばれる非公開のコースで行われる。1ホールしかないが、規定打数は設定されておらず、どこまで続いているか分からないとてつもなく長いコースである。
日本オーガスタ・ナショナル・ゴルフクラブ
大海浜市の郊外にある。プロテストの会場。アメリカのオーガスタ・ナショナル・ゴルフクラブを模したコースなだけに、難度の高いホールが多い。
アニメでは「日本アルバトロスシティ ゴルフコース」という名前になっている。ジョーカー、クイーン、キングの3コースがあり、キングはプロテストの会場、クイーンは猿と流の果し合いの舞台として使われた。
妖魔カントリークラブ
パー79、コース全長7,999メートルという、一般のゴルフコースに比べてかなり長めのコースになっている。コース自体がおどろおどろしい雰囲気に包まれている。ゴルフロボット「タイタン」とライトを命中させる試合を行った。
牙ヶ池カントリークラブ
番外の19番ホールはコースの大半が池になっており、イーグル達成は不可能に近いため、150万円という破格の賞金がかけられた。
嵐ケ丘カントリー
魔島親子と対決。
奇怪カントリークラブ
13番ホールは密林の向こうが砂漠の600メートルのコースがある。芝が針金でできていて、素足で踏むと痛い。
修羅球寺
飛猿山脈の奥にある、別名「ゴルフ寺」。「卒塔婆地獄」や「羅漢地獄」、「暗闇地獄」、「血の池地獄」「賽の河原」等の名所がある。コミック版と違いアニメではホールの区切りがある。
恐岳カントリークラブ
グリーン上でパットの練習をしていた柳生球斉が、400メートル後ろのティーグラウンドからボールを打ち込まれ、肩を骨折する。
嵐が浜カントリー
海の地形を利用したコース。シャドウ・マスターズの極東地区代表をかけ、小竜鬼と対戦する。5番ホール「砂の牙」のバンカーは、越えようとすると自動的に砂が噴き上がり、飛距離が伸びなくなる。9番ホール「死の海越え」はティーグラウンドが直径2メートルしかないため、転落のリスクがきわめて高く、「死の舞踏台」とも呼ばれている。アニメでは香港を舞台とし、コースの内容も類似した「香港カントリークラブ」という名前になっている。
アストロ・ドーム
シャドウアイランドにあるゴルフの練習場。クレー射撃に見立てたゴルフの練習もできる。
シャドウアイランド（ブラッククロス・アイランド）
シャドウ・マスターズの舞台。デザート・コース（砂漠）やボルケーノ・コース（火山）等がある。アストロ・ドームやホテル等の施設もある。
オーガスタ・ナショナル・ゴルフクラブ
ミスターXにマスターズ・トーナメント開催期間中に連れて行ってもらった。
オール・アメリカン・クラブ
影の帝王と呼ばれたキング・シーザーと対戦。自由の女神像がトーチの代わりにボールを載せたティー、銘板の代わりにゴルフクラブを持っている。金門橋やマンハッタン、ナイアガラの滝等、アメリカの名所に見立てたコース。ジャック・二クラスも回ったコースと言われている。
蛇の巣カントリー
蜂の巣ではない。コースは蛇をモチーフにしている。9番ホールの毒蛇グリーンはスネークラインと呼ばれる蛇のように複雑で、ラインをじっくり読まないとカップに入らないとても難しいグリーンである。
スーパーGOLFワールド（ゴルフワールド）
※映画の項目も参照。
ミスターXが造った遊園地に見立てたゴルフの遊戯施設。仮想のゴルフコースを体験できるコーナーもある。
ジャパンTPC
アメリカ合衆国のフロリダ州にある難度の高いTPCコース（設計者：ピート・ダイ）を模したコース。筋肉ゴルファー“マッド・マッスル”との対戦の場でもある。
妖しの森カントリークラブ
おっちゃんが黒魔霊死郎との試合途中で棄権し、猿が再戦を申し込んだ場所。猿谷と山一つ隔てた場所にあり、フランスの古城に見立てたクラブハウスが建っている。密林を利用したコースになっていて、数々の罠が仕掛けられている。
忍び谷ゴルフクラブ
甲賀にある3ホールしかないゴルフ場。ミスターXの招待で忍者プロゴルファー軍団と対戦する。
大球カントリー
コングと勝負する。1ホールが巨大。
ワイレアゴルフクラブ
大橋巨泉が『巨泉プロアマ・トーナメント』を主宰するハワイのゴルフ場。藤子不二雄Ⓐがキャディ役の猿と1ラウンドを回った。
しんかいゴルフ
アニメ版で蝶可憐のいたゴルフ練習場。
静（しずか）カントリークラブ
アニメ版で変奇プロと対戦する。

## アニメ

### 概要

#### プロゴルファー猿（特番）
1982年10月19日にテレビ朝日で放送された2時間スペシャル。監督は福富博、作画監督は本多敏行。声優は猿の姉以外は1985年のテレビシリーズとは異なっており、猿を野沢雅子（標準語を話す）、ミスターXを若山弦蔵が演じた。放送時にはエピソード名はなかったが、後年のテレ朝チャンネルの公式サイト等では「野生の天才少年に挑む美少女ゴルファー紅蜂と香港の竜!」というエピソード名が付けられている。
安孫子素雄がテレビ朝日編成開発部の高橋浩に提案したことによりテレビアニメ化が実現した。

#### プロゴルファー猿（シリーズ）
1985年4月2日 - 1988年3月28日に、テレビ朝日系『藤子不二雄ワイド』→『藤子不二雄ワールド』にて放送された。一話15分の全143話+SP1話。前作からキャラクターデザインが大幅に変更され、より細かい物となっている。また、おっちゃんの娘の若葉、猿谷家の飼い犬ゴエモンといった本作オリジナルのキャラクターも登場した。週刊少年サンデー連載版からコロコロコミック連載版までを合わせて再構成した内容で、各回の順番は必ずしも漫画とは一致しない（ドラゴンとの対戦がシャドウマスターズよりも後になる等）。上記のスペシャル版で採用された原作漫画の話も改めて再アニメ化された。

#### 新プロゴルファー猿（シリーズ）
1988年4月11日 - 1988年6月13日にテレビ朝日の『藤子不二雄Ⓐワールド』にて放送された。前作と比べてコメディ色の強い一話完結の作品。全10話。

### スタッフ

#### 特番
- 原作：藤子不二雄
- 監修：楠部大吉郎、鈴木伸一
- 脚本：城山昇
- レイアウト、作画監督：本多敏行
- キャラクターデザイン：鈴木伸一
- 音楽：筒井広志
- 美術監督：半藤克美
- 美術補：天水勝
- 録音監督：浦上靖夫
- 整音：中戸川次男
- 効果：松田昭彦（フィズサウンド）
- 仕上検査：山口いつ子
- 背景：スタジオユニ
- 撮影監督：小池彰
- 撮影：東京アニメーションフィルム
- 動画チェック：森島格
- タイトル：道川昭
- 演出助手：森脇真琴
- 制作進行：茂木仁史、加藤勝、半沢正幸
- プロデューサー：菅野哲夫（テレビ朝日）、加藤良雄（シンエイ動画）
- 監督：福冨博
- 制作：テレビ朝日、シンエイ動画

#### シリーズ
- 原作：藤子不二雄（第1期の途中からは藤子不二雄Ⓐ）
- チーフディレクター：西村純二
- 作画監督：本橋秀之
- 美術設定：半藤克美
- 美術監督：土師勝弘
- 撮影監督：高橋明彦→山田廣明
- 録音監督：浦上靖夫、大熊昭→小林克良
- シリーズ構成：松岡清治
- 色指定：土居麻奈美
- 特殊効果：斉藤丈史
- 背景：スタジオユニ
- 撮影：東京アニメーションフィルム
- 音楽：筒井広志
- 効果：松田昭彦（フィズサウンド）
- 文芸：滝原弥生
- 制作事務：古賀真貴子
- 制作チーフ→制作デスク：新開一弥
- プロデューサー：波多野正美（テレビ朝日）、田村正司（シンエイ動画）
- 制作協力：スタジオディーン
- 制作：テレビ朝日、シンエイ動画

### 主題歌
藤子不二雄ワイド（ワールド）枠内での放送であったため、個別のEDは無し。
夢を勝ちとろう（プロゴルファー猿 OP）
作詞 - 藤子不二雄 / 作曲 - 小林亜星 / 編曲 - 筒井広志 / 歌 - 水木一郎 / セリフ - 頓宮恭子
マイウェイ猿丸（新プロゴルファー猿 OP / TVSP、ビデオ版プロゴルファー猿 ED）
作詞 - 高田ひろお / 作曲 - 小林亜星 / 編曲 - 筒井広志 / 歌 - 水木一郎

### 各話リスト
- 第3話より、エピソード名のフォントがゴシック体からファン蘭Eに変わる。また、第6話より、エピソード名のBGMが変わる（第7話等を除く）。（）内の数字は通し話数。

| 話数               | 放送日           | エピソード名                                         | 脚本             | 絵コンテ         | 演出             |
| プロゴルファー猿   | プロゴルファー猿 | プロゴルファー猿                                     | プロゴルファー猿 | プロゴルファー猿 | プロゴルファー猿 |
| ------------------ | ---------------- | ---------------------------------------------------- | ---------------- | ---------------- | ---------------- |
| 1                  | 1985年 4月2日    | 華麗なる世界の一匹猿                                 | 城山昇           | 西村純二         | 西村純二         |
| 2                  | 4月9日           | ゴルフ殺法コング拳                                   | 城山昇           | 西村純二         | 西村純二         |
| 3                  | 4月16日          | 天才少年の挑戦状                                     | 城山昇           | 鈴木幸雄         | 鈴木幸雄         |
| 4                  | 4月23日          | 恐怖!!地獄谷ゴルフ場                                 | 城山昇           | 井内秀治         | 井内秀治         |
| 5                  | 4月30日          | 目かくしパットの居合い打ち                           | 城山昇           | 西村純二         | 西村純二         |
| 6                  | 5月7日           | 対決!!正宗対村正                                     | 城山昇           | 西村純二         | 西村純二         |
| 7                  | 5月14日          | グリーンの妖精紅蜂                                   | 城山昇           | 鈴木幸雄         | 鈴木幸雄         |
| 8                  | 5月21日          | 新しいドライバー                                     | 城山昇           | 井内秀治         | 井内秀治         |
| 9                  | 6月4日           | にがい勝利                                           | 城山昇           | 西村純二         | 西村純二         |
| 10                 | 6月11日          | ミスター黄金仮面                                     | 城山昇           | 鈴木幸雄         | 鈴木幸雄         |
| 11                 | 6月18日          | 恐るべき敵!                                          | 城山昇           | 井内秀治         | 井内秀治         |
| 12                 | 6月25日          | 雨の中の決戦                                         | 城山昇           | 西村純二         | 西村純二         |
| 13                 | 7月2日           | キャプテン・イーグル                                 | 城山昇           | 佐々木正光       | 佐々木正光       |
| 14                 | 7月9日           | 捨て身の攻撃                                         | 城山昇           | 西村純二         | 西村純二         |
| 15                 | 7月16日          | ウォーター・ショット!                                | 城山昇           | 西村純二         | 西村純二         |
| 16                 | 7月30日          | 勝負!三日月星四郎                                    | 城山昇           | 西村純二         | 西村純二         |
| 17                 | 8月6日           | 新打法モズ落し                                       | 城山昇           | 佐々木正光       | 松岡泰美         |
| 18                 | 8月13日          | 挑戦!曲打ち打法                                      | 城山昇           | 西村純二         | 西村純二         |
| 19                 | 8月20日          | 危うし!女子プロ蝶可憐                                | 城山昇           | 井内秀治         | 井内秀治         |
| 20                 | 8月27日          | 対決!!ミス・スネーク                                 | 城山昇           | 今川泰宏         | 今川泰宏         |
| 21                 | 9月3日           | ゴルフ寺地獄めぐり                                   | 城山昇           | 西村純二         | 西村純二         |
| 22                 | 9月10日          | 太陽に向って打て!                                    | 城山昇           | 西村純二         | 西村純二         |
| 23                 | 9月17日          | 恐怖のスーパーゴルフマシン                           | 城山昇           | 今川泰宏         | 今川泰宏         |
| 24                 | 9月24日          | 強敵!ロボット・タイタン                              | 城山昇           | 今川泰宏         | 今川泰宏         |
| SP                 | 10月1日          | SARU IN U.S.A 激突!猿VSホーク －ワイルドプロ決定戦－ | 城山昇           | 西村純二         | 西村純二         |
| 25                 | 10月8日          | 狙撃手は旗を狙う!                                    | 城山昇           | 井内秀治         | 井内秀治         |
| 26                 | 10月15日         | 封じられた旗つつみ                                   | 城山昇           | 西村純二         | 西村純二         |
| 27                 | 10月22日         | 新たなる目標                                         | 城山昇           | 今川泰宏         | 今川泰宏         |
| 28                 | 11月5日          | 狙われた四番バッター                                 | 城山昇           | 井内秀治         | 井内秀治         |
| 29                 | 11月19日         | ミスターXの罠                                        | 城山昇           | 今川泰宏         | 今川泰宏         |
| 30                 | 11月26日         | 死神現わる!!                                         | 城山昇           | 西村純二         | 西村純二         |
| 31                 | 12月3日          | 開幕!アマチュア選手権                                | 城山昇           | 西村純二         | 西村純二         |
| 32                 | 12月10日         | 決勝への狭き門                                       | 城山昇           | 今川泰宏         | 今川泰宏         |
| 33                 | 12月17日         | 必殺!死神殺法                                        | 城山昇           | 西村純二         | 西村純二         |
| 34                 | 12月24日         | パット病                                             | 城山昇           | 森一浩           | 森一浩           |
| 35                 | 1986年 1月7日    | 対決!!ビッグ・フォー（四強）                         | 城山昇           | 今川泰宏         | 今川泰宏         |
| 36                 | 1月14日          | 消えた正宗!!                                         | 城山昇           | 森一浩           | 森一浩           |
| 37                 | 1月21日          | 落し穴                                               | 城山昇           | 今川泰宏         | 今川泰宏         |
| 38                 | 1月28日          | さらば死神!                                          | 城山昇           | 今川泰宏         | 今川泰宏         |
| 39                 | 2月4日           | 大会委員長の決断!                                    | 城山昇           | 西村純二         | 西村純二         |
| 40                 | 2月11日          | 猿谷ゴルフ場危機一髪!                                | 城山昇           | 森一浩           | 森一浩           |
| 41                 | 2月18日          | 氷の上の対決                                         | 城山昇           | 今川泰宏         | 今川泰宏         |
| 42                 | 2月25日          | 雪の日の勝負                                         | 松岡清治         | 小華和ためお     | 森一浩           |
| 43                 | 3月4日           | おっちゃん大奮闘                                     | 松岡清治         | 森一浩           | 森一浩           |
| 44                 | 3月11日          | 新コース誕生                                         | 城山昇           | 西村純二         | 西村純二         |
| 45                 | 3月18日          | ゴルフ教師・猿!?                                     | 城山昇           | 今川泰宏         | 今川泰宏         |
| 46                 | 3月25日          | 執念のドライビング競争                               | 松岡清治         | 西村純二         | 西村純二         |
| 47                 | 4月1日           | テレビスター・猿!?                                   | 松岡清治         | 今川泰宏         | 今川泰宏         |
| 48                 | 4月8日           | ヤングプロ サム・フォード                            | 松岡清治         | 森一浩           | 森一浩           |
| 49                 | 4月15日          | ニアピン競争                                         | 松岡清治         | 西村純二         | 西村純二         |
| 50                 | 4月22日          | 謎の子連れゴルファー                                 | 城山昇           | 今川泰宏         | 今川泰宏         |
| 51                 | 4月29日          | 風の中の父子                                         | 城山昇           | 森一浩           | 森一浩           |
| 52                 | 5月6日           | ビッグ・ミートボール                                 | 城山昇           | 井内秀治         | 森一浩           |
| 53                 | 5月13日          | ノンストップ グリーン                                | 城山昇           | 井内秀治         | 井内秀治         |
| 54                 | 5月20日          | シャドウマスターズ                                   | 城山昇           | 西村純二         | 西村純二         |
| 55                 | 5月27日          | ブラック・エイプ                                     | 城山昇           | 今川泰宏         | 今川泰宏         |
| 56                 | 6月3日           | 火の海を越えて撃て!                                  | 城山昇           | 森一浩           | 森一浩           |
| 57                 | 6月10日          | 猿真似ショット                                       | 城山昇           | 井内秀治         | 井内秀治         |
| 58                 | 6月17日          | 謎の美少女                                           | 松岡清治         | 西村純二         | 西村純二         |
| 59                 | 6月24日          | レッド・スコルピオ                                   | 松岡清治         | 井内秀治         | 井内秀治         |
| 60                 | 7月8日           | 蟻地獄とガラガラ蛇                                   | 松岡清治         | 今川泰宏         | 今川泰宏         |
| 61                 | 7月15日          | 人面岩の戦い!                                        | 松岡清治         | 森一浩           | 森一浩           |
| 62                 | 7月22日          | シャーク・キラー                                     | 城山昇           | 西村純二         | 西村純二         |
| 63                 | 7月29日          | ホワイト・デビル出現                                 | 城山昇           | 今川泰宏         | 今川泰宏         |
| 64                 | 8月5日           | 消えるコース!?                                       | 城山昇           | 今川泰宏         | 今川泰宏         |
| 65                 | 8月12日          | トマホーク                                           | 松岡清治         | 井内秀治         | 井内秀治         |
| 66                 | 8月19日          | 密林の恐怖                                           | 松岡清治         | 西村純二         | 西村純二         |
| 67                 | 8月26日          | 夜明けの死闘                                         | 松岡清治         | 須永司           | 須永司           |
| 68                 | 9月2日           | 闇の帝王キング・シーザー                             | 城山昇           | 井内秀治         | 井内秀治         |
| 69                 | 9月9日           | 1番ホール 化石の森                                   | 城山昇           | 須永司           | 須永司           |
| 70                 | 9月16日          | 猿 絶体絶命!!                                        | 城山昇           | 西村純二         | 西村純二         |
| 71                 | 9月23日          | 新打法大風車打ち!                                    | 城山昇           | 森一浩           | 森一浩           |
| 72                 | 10月7日          | 怒りの背面逆転打ち!                                  | 城山昇           | 須永司           | 須永司           |
| 73                 | 10月14日         | 死闘! マグマ・ホール                                 | 城山昇           | 西村純二         | 西村純二         |
| 74                 | 11月4日          | 香港の猿 小飛猿                                      | 城山昇           | 須永司           | 須永司           |
| 75                 | 11月11日         | 対決! 猿対猿                                         | 城山昇           | 森一浩           | 森一浩           |
| 76                 | 11月18日         | 噂の男 ドラゴン                                      | 城山昇           | 西村純二         | 西村純二         |
| 77                 | 11月25日         | 忍び寄る強敵の影                                     | 城山昇           | 須永司           | 須永司           |
| 78                 | 12月2日          | 最強の敵                                             | 城山昇           | 森一浩           | 森一浩           |
| 79                 | 12月9日          | 風雲!竜ヶ峰コース                                    | 松岡清治         | 須永司           | 須永司           |
| 80                 | 12月16日         | 未完の大器 雷電!                                     | 松岡清治         | 西村純二         | 西村純二         |
| 81                 | 12月23日         | 竜の爪                                               | 松岡清治         | 森一浩           | 森一浩           |
| 82                 | 1987年 1月6日    | 勇気ある決断!                                        | 松岡清治         | 須永司           | 須永司           |
| 83                 | 1月13日          | 雪の日の訪問者                                       | 城山昇           | 西村純二         | 西村純二         |
| 84                 | 1月20日          | 雷電対拝み打ち                                       | 城山昇           | 森一浩           | 森一浩           |
| 85                 | 1月27日          | 死闘再開!! －中国竜ヶ峰コース－                      | 城山昇           | 須永司           | 須永司           |
| 86                 | 2月3日           | 竜の背                                               | 城山昇           | 西村純二         | 西村純二         |
| 87                 | 2月10日          | 竜の腹                                               | 城山昇           | 森一浩           | 森一浩           |
| 88                 | 2月17日          | 臍からの脱出                                         | 城山昇           | 須永司           | 須永司           |
| 89                 | 2月24日          | 天運はいずれに!?                                     | 城山昇           | 西村純二         | 西村純二         |
| 90                 | 3月3日           | 最終ホール 伝説の死闘                                | 城山昇           | 森一浩           | 森一浩           |
| 91                 | 3月10日          | 新たなる伝説                                         | 城山昇           | 須永司           | 須永司           |
| 92                 | 3月17日          | ライバルとの再会                                     | 城山昇           | 須永司           | 須永司           |
| 93                 | 3月24日          | 影のゴルフ                                           | 城山昇           | 森一浩           | 森一浩           |
| 94                 | 3月31日          | にがい決着                                           | 城山昇           | 須永司           | 須永司           |
| 95                 | 4月7日           | ミスターXと鹿島大造                                  | 松岡清治         | 西村純二         | 青木康直         |
| 96                 | 4月14日          | スッポン沼の勝負!                                    | 松岡清治         | 須永司           | 須永司           |
| 97                 | 4月21日          | 帰って来た紅蜂                                       | 城山昇           | 森一浩           | 森一浩           |
| 98                 | 4月28日          | 起死回生の一打!                                      | 城山昇           | 西村純二         | 西村純二         |
| 99                 | 5月5日           | 新たなる決意                                         | 城山昇           | 須永司           | 須永司           |
| 100                | 5月12日          | ハスラージェロニモ                                   | 城山昇           | 森一浩           | 森一浩           |
| 101                | 5月19日          | ゴルフ特訓道場                                       | 城山昇           | 今川泰宏         | 青木康直         |
| 102                | 5月26日          | 怒りの新人歓迎会                                     | 城山昇           | 西村純二         | 青木康直         |
| 103                | 6月2日           | 岩鉄って誰や!?                                       | 城山昇           | 西村純二         | 青木康直         |
| 104                | 6月9日           | 白熱のナイター勝負                                   | 城山昇           | 須永司           | 須永司           |
| 105                | 6月16日          | 挑戦!無限地獄                                        | 松岡清治         | 西村純二         | 青木康直         |
| 106                | 6月23日          | 紅蜂さんからの手紙                                   | 松岡清治         | 森一浩           | 森一浩           |
| 107                | 6月30日          | 道場破り現わる!                                      | 城山昇           | 西村純二         | 青木康直         |
| 108                | 7月7日           | 公家打法 毬打ショット                                | 城山昇           | 須永司           | 須永司           |
| 109                | 7月14日          | 激闘! 京都庭園めぐり                                 | 城山昇           | 森一浩           | 森一浩           |
| 110                | 7月21日          | 蜂ノ巣カントリーへ急げ!                              | 城山昇           | 西村純二         | 青木康直         |
| 111                | 8月4日           | 弁慶対猿若丸                                         | 城山昇           | 須永司           | 須永司           |
| 112                | 8月11日          | 弁慶の正体                                           | 城山昇           | 森一浩           | 森一浩           |
| 113                | 8月25日          | 旗つつみ対大噴火打ち                                 | 城山昇           | 西村純二         | 青木康直         |
| 114                | 9月1日           | 一期生対二期生                                       | 松岡清治         | 須永司           | 須永司           |
| 115                | 9月8日           | 魔の四段グリーン                                     | 松岡清治         | 西村純二         | 青木康直         |
| 116                | 9月15日          | 第三ホール 運命の一打                                | 松岡清治         | 森一浩           | 森一浩           |
| 117                | 9月22日          | ロング・ドライバー                                   | 城山昇           | 須永司           | 須永司           |
| 118                | 10月6日          | 影野小次郎                                           | 城山昇           | 西村純二         | 青木康直         |
| 119                | 10月13日         | オーバードライブ                                     | 城山昇           | 須永司           | 須永司           |
| 120                | 10月19日         | ハンディキャップ                                     | 城山昇           | 森一浩           | 森一浩           |
| 121                | 10月26日         | 母ちゃんの助言                                       | 城山昇           | 西村純二         | 青木康直         |
| 122                | 11月2日          | ライバルの変身                                       | 松岡清治         | 須永司           | 須永司           |
| 123                | 11月9日          | 正宗対虎徹                                           | 松岡清治         | 森一浩           | 森一浩           |
| 124                | 11月16日         | 決着!猿対鷹巣                                        | 松岡清治         | 西村純二         | 青木康直         |
| 125                | 11月23日         | ダーティジミー                                       | 城山昇           | 須永司           | 須永司           |
| 126                | 11月30日         | ツキに見離された男                                   | 城山昇           | 森一浩           | 森一浩           |
| 127                | 12月7日          | タイタンIII                                          | 城山昇           | 西村純二         | 青木康直         |
| 128                | 12月14日         | マシン対人間                                         | 城山昇           | 須永司           | 須永司           |
| 129                | 12月21日         | 紅蜂さんの手帳                                       | 城山昇           | 森一浩           | 森一浩           |
| 130                | 12月28日         | Mr.ドンキホーテ                                      | 城山昇           | 西村純二         | 青木康直         |
| 131                | 1988年 1月4日    | プロテスト前夜                                       | 松岡清治         | 須永司           | 須永司           |
| 132                | 1月11日          | 日本アルバトロスシティ                               | 松岡清治         | 森一浩           | 森一浩           |
| 133                | 1月18日          | ライバルたち                                         | 松岡清治         | 西村純二         | 青木康直         |
| 134                | 1月25日          | プロテスト予選 第1日                                 | 松岡清治         | 須永司           | 須永司           |
| 135                | 2月1日           | 秘打!あばれゴマ                                      | 松岡清治         | 森一浩           | 森一浩           |
| 136                | 2月8日           | 快進撃!                                              | 松岡清治         | 須永司           | 須永司           |
| 137                | 2月15日          | ミスターXとの契約                                    | 松岡清治         | 須永司           | 須永司           |
| 138                | 2月22日          | 流喬四郎                                             | 城山昇           | 森一浩           | 森一浩           |
| 139                | 2月29日          | 嵐の中の死闘                                         | 城山昇           | 西村純二         | 青木康直         |
| 140                | 3月7日           | 三日目INコース                                       | 城山昇           | 須永司           | 須永司           |
| 141                | 3月14日          | 喬四郎の秘密                                         | 城山昇           | 森一浩           | 森一浩           |
| 142                | 3月21日          | 10オーバー                                           | 城山昇           | 西村純二         | 青木康直         |
| 143                | 3月28日          | プロテスト最終日 18番ホール                          | 城山昇           | 須永司           | 須永司           |
| 新プロゴルファー猿 |                  |                                                      |                  |                  |                  |
| 1（144）           | 4月11日          | ゴルフ場は大混乱                                     | 城山昇           | 西村純二         | 西村純二         |
| 2（145）           | 4月18日          | 三人のパットメン                                     | 城山昇           | 須永司           | 須永司           |
| 3（146）           | 4月25日          | 若葉ちゃんと勝負                                     | 城山昇           | 青木康直         | 青木康直         |
| 4（147）           | 5月2日           | あの鯉のぼりを撃て!                                  | 城山昇           | 須永司           | 須永司           |
| 5（148）           | 5月9日           | 魔のパター                                           | 城山昇           | 須永司           | 須永司           |
| 6（149）           | 5月16日          | 猿谷のユーレイ                                       | 松岡清治         | 西村純二         | 西村純二         |
| 7（150）           | 5月23日          | ゴエモン、パットする                                 | 滝原弥生         | 青木康直         | 青木康直         |
| 8（151）           | 5月30日          | 黒いセールスマン                                     | 城山昇           | 西村純二         | 森一浩           |
| 9（152）           | 6月6日           | ゴルフ天狗                                           | 城山昇           | 青木康直         | 青木康直         |
| 10（153）          | 6月13日          | 芝ドロボーを探せ!                                    | 松岡清治         | 須永司           | 須永司           |

### ネット配信
- 2021年9月1日より、YouTubeの「プロゴルファー猿 公式チャンネル」から毎週水曜・金曜・日曜の18:00より無料配信が行われている。

## 映画

### 『スーパーGOLFワールドへの挑戦!!』
1986年3月15日から東宝系で公開。
- 同時上映『ドラえもん のび太と鉄人兵団』『オバケのQ太郎・とびだせ!バケバケ大作戦』
- 漫画とあらすじは「#スーパーGOLFワールドへの挑戦!!」を参照。

#### キャスト
- ピエロ - 大竹宏
- 父親 - 野島昭生
- 子供 - 安田あきえ
- 氷川博士 - 納谷六朗
- タイタンII - 二又一成
- コング拳 - 西尾徳
- 闇兵衛 - 中尾隆聖
- 変奇プロ - 塩沢兼人

#### スタッフ
- 原作：藤子不二雄
- 脚本：城山昇
- 作画監督：本橋秀之
- 撮影監督：山田廣明
- 美術設定：半藤克美
- 美術監督：天水勝
- 録音監督：浦上靖夫
- 音楽：筒井広志
- プロデューサー：田村正司、小泉美明、波多野正美
- 監督：西村純二
- 編集：岡安肇、小島俊彦、村井秀明、中葉由美子、田中政行
- 効果：松田昭彦（フィズサウンド）
- 制作協力 - 藤子スタジオ、旭通信社
- 制作 - シンエイ動画、小学館、テレビ朝日

#### 主題歌
OP
WELCOME SUPER GOLFWORLD
作詞 - 藤子不二雄 / 作曲 - 小林亜星 / 編曲 - 筒井広志 / 歌 - 水木一郎、堀江美都子
ED
夢を勝ちとろう
作詞 - 藤子不二雄 / 作曲 - 小林亜星 / 編曲 - 筒井広志 / 歌 - 水木一郎

#### その他
本作ではプロローグとオープニングに『パーマン』や『忍者ハットリくん』のキャラたちと、藤子作品に登場する小池さんが隠れキャラとして登場している。

### 『甲賀秘境!影の忍法ゴルファー参上!』
1987年3月14日から東宝系で公開。
- 同時上映『ドラえもん・ドラえもん のび太と竜の騎士』『オバケのQ太郎・とびだせ!1/100大作戦』
- 漫画とあらすじは「#甲賀秘境!! 影の忍法ゴルファー参上!」を参照。

#### キャスト
- 霧の大老 - 槐柳二
- トビ丸 - 坂本千夏
- 胡蝶 - 江森浩子
- カラス麻呂 - 青森伸
- 福助 - 増岡弘
- 影王丸 - 三ツ矢雄二
- 銀仮面 - 佐藤正治
- カラス - 柴本浩行、田中真弓

#### スタッフ
- 原作：藤子不二雄
- 脚本：城山昇
- 作画監督：本橋秀之
- 美術設定：半藤克美
- 美術監督：内田建彦
- 撮影監督：山田廣明
- 録音監督：浦上靖夫
- 音楽：筒井広志
- プロデューサー：田村正司、小泉美明、波多野正美
- 監督：西村純二
- 編集：岡安肇 小島俊彦 村井秀明
- 効果：松田昭彦（フィズサウンド）
- 制作協力 - 藤子スタジオ、旭通信社
- 制作 - シンエイ動画、小学館、テレビ朝日

#### 主題歌
ED
夢を勝ちとろう
作詞 - 藤子不二雄 / 作曲 - 小林亜星 / 編曲 - 筒井広志 / 歌 - 水木一郎

## ビデオ・DVD
- VHS
  - 『藤子不二雄Aビデオ傑作シリーズ 7～12』[17] - 全6巻。第1話「華麗なる世界の一匹猿」から第91話「新たなる伝説」までのうち、テーマごとにシナリオをピックアップして収録したものである。
  - 『藤子不二雄映画全集』VOL.12 - 『スーパーGOLFワールドへの挑戦!!』を収録（劇場公開時と異なり『忍者ハットリくん+パーマン 忍者怪獣ジッポウVSミラクル卵』と同時収録）ステレオ・カラー・99分[18]。
  - 『藤子不二雄映画全集』VOL.15 - 『甲賀秘境！影の忍法ゴルファー参上！』を収録（劇場公開時とは異なり『エスパー魔美・星空のダンシングドール』と同時収録）ステレオ・カラー・81分[18]。
- DVD
  - 『プロゴルファー猿Complete BOX』 - 2011年1・2月にDVDボックス全2箱形式で発売された（収録内訳：Vol.1がSP版（1982年）＋アニメ版シリーズ前半73話、Vol.2がSP版（1985年）+アニメ版シリーズ後半70話+「新プロゴルファー猿」10話）。

## 関連作品

### ゲーム
- プロゴルファー猿 驚異の地獄谷（1985年、バンダイ、 LSIゲーム）
- クイズの王様4 プロゴルファー猿の ピンポーン クイズ知っとるケ? （1985年、バンダイ）
  - 2〜5人で対戦するクイズゲーム。
- プロゴルファー猿 影のトーナメント（1987年5月25日、バンダイ、ファミリーコンピュータ ディスクシステム）
  - プレイヤーは1Pが猿、2Pがドラゴンを操作する。全18ホールのコースは9番までが竜ヶ峰C.C.、10番以降がテクノC.C.を舞台としており、どちらのコースも竜巻や動く壁など様々な仕掛けが施されている。
- 熱闘ゴルフ（2000年10月19日、SEGAドリームキャスト）
  - 開発はデータイースト。当初は『ちょーはまるゴルフ』のタイトルで発売される予定だったが、販売元がセガに変更された際に藤子不二雄Aがキャラクターデザインを改めて担当した。漫画に出てくるようなコースや得意技が存在し、プレイを進めると隠しキャラとして猿が登場する。
- プロゴルファー猿（2008年10月23日、バンダイナムコゲームス、Wii）
  - 開発はエイティング。ゲーム雑誌『ファミ通』のゲームソフト紹介コーナー「クロスレビュー」にて、過去最低タイ記録の合計12点（4人の評者それぞれが10点満点中3点、最高点3点は単独ワースト記録）という評価を下されている。スタッフロールにはこの作品のプログラマーが3人しか割り当てられていなかったことが示される。『ファミ通』の調べによると、売上本数は720本。

### パチンコ
- CRプロゴルファー猿（2007年、大一商会）
- CRプロゴルファー猿（2011年、タイヨーエレック）
- Pプロゴルファー猿 EMPEROR MODEL[19]（2023年、豊丸産業）

### パチスロ
- プロゴルファー猿（2011年、スパイキー）

### 記念切手
- 『週刊少年漫画50周年I（週刊少年サンデー）』 - 2009年3月18日発売。80円郵便切手シート（10枚）のうち左下隅[20]。2009年5月22日の『週刊少年漫画50周年II』の発売の際には、作品の解説帳なども販売された[21]。

### 目薬
- こども目薬ジュニアサンテ（1987年、参天製薬） - 目薬のポシェットにキャラクター（猿、若葉、ゴエモン）が描かれている。CMでは実写との合成で放映され、猿がゴルフをするシーンのほか、ミスターXによる子供たちとの水泳対決に挑戦し、プールサイドで大丸、中丸、小丸、若葉が応援するシーンもある。

### パロディ
いずれもコンビ解消前の藤本によるもの。
- 『ドラえもん』 - 「主役はめこみ機」（初出：『小学五年生』1978年5月号）の回で、ドラえもんが「主役はめこみ機」を使って「プロゴルファー猿」表紙の猿の顔を自身に置き換えている。
- 『パーマン』 - 「タマより弱く」（初出：『月刊コロコロコミック』1983年7月号）の回で、パーマン2号が「プロゴルファーサル」を称してショットを打つ場面があり、数コマだけ作画や擬音が本作を模している。